# Boethius

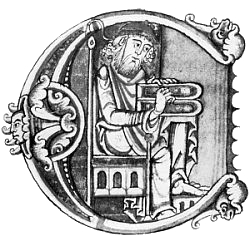
Boethius in einer Handschrift seiner Consolatio philosophiae. Oxford, Bodleian Library, Auct. F.6.5 (12. Jahrhundert)

Anicius Manlius Severinus Boethius ([boˈeːt(s)iʊs], auch Boëthius geschrieben; * um 480/485; † im Zeitraum von 524 bis 526 entweder in Pavia oder in Calvenzano in der heutigen Provinz Bergamo) war ein spätantiker römischer Gelehrter, Politiker, neuplatonischer Philosoph und Theologe. Seine Tätigkeit fiel in die Zeit der Herrschaft des Ostgotenkönigs Theoderich, unter dem er hohe Ämter bekleidete. Er geriet in den Verdacht, eine gegen die Ostgotenherrschaft gerichtete Verschwörung von Anhängern des oströmischen Kaisers zu begünstigen. Daher wurde er verhaftet, als Hochverräter verurteilt und hingerichtet.
Boethius bemühte sich, ein ehrgeiziges Bildungsprogramm zu verwirklichen. Er beabsichtigte, sämtliche Werke Platons und des Aristoteles als Grundtexte der griechischen philosophischen und wissenschaftlichen Literatur in lateinischer Übersetzung zugänglich zu machen und zu kommentieren. Daneben verfasste er Lehrbücher. Damit wollte er den Kernbestand der überlieferten Bildungsgüter für die Zukunft sichern, da die Griechischkenntnisse im lateinischsprachigen Westen Europas stark abgenommen hatten. Überdies hatte er vor, anschließend die Übereinstimmung zwischen Platon und Aristoteles aufzuzeigen, die er gemäß der damals vorherrschenden Auffassung annahm. Wegen seines vorzeitigen Todes blieb das gewaltige Vorhaben zwar unvollendet, doch wurde er zum wichtigsten Vermittler der griechischen Logik, Mathematik und Musiktheorie an die lateinischsprachige Welt des Mittelalters bis ins 12. Jahrhundert. Die stärkste Nachwirkung erzielte seine während der Haftzeit entstandene Schrift Consolatio philosophiae („Der Trost der Philosophie“), in der er seine Vorstellungen zur Ethik und Metaphysik darlegte. Außerdem verfasste er theologische Traktate.

## Leben

### Herkunft, Jugend und Aufstieg
Die vier Namen des Boethius und ihre Reihenfolge sind gut bezeugt. Der angebliche weitere Name Torquatus ist nicht authentisch. Mütterlicherseits entstammte Boethius, wie sein Name Anicius zeigt, dem seit dem 4. Jahrhundert christlichen Geschlecht der Anicier, das in der Spätantike zu den einflussreichsten Senatorenfamilien zählte.
Wahrscheinlich wurde Boethius in den frühen achtziger Jahren des 5. Jahrhunderts geboren; ein abweichender Datierungsvorschlag (zwischen 475 und 477) hat sich nicht durchgesetzt. Der Geburtsort ist unbekannt; die Vermutung, dass es Rom ist, entbehrt einer guten Begründung. Sein Großvater (oder Urgroßvater?) war unter Valentinian III. Prätorianerpräfekt gewesen und wurde im September 454 im Zusammenhang mit dem Mord an Flavius Aëtius getötet. Sein Vater Manlius Boethius wurde später ebenfalls Prätorianerpräfekt, Stadtpräfekt von Rom und im Jahre 487 Konsul ohne Kollegen; er muss bald nach seinem Konsulat gestorben sein, denn Boethius ist vaterlos aufgewachsen. Nach dem Tod des Vaters fand Boethius Aufnahme im Haus des Quintus Aurelius Memmius Symmachus, des Konsuls von 485, der dem berühmten senatorischen Geschlecht der Symmachi angehörte und als Philologe und Geschichtsschreiber tätig war.
Boethius erhielt eine vorzügliche Ausbildung. Wegen der damals vielleicht bereits begrenzten Bildungsmöglichkeiten in Rom wird in der Forschung die Vermutung erörtert, dass er sich zu Studienzwecken im Oströmischen Reich aufgehalten hat. Dabei wird Athen als Studienort in Betracht gezogen, doch fehlt es dafür an überzeugenden Anhaltspunkten. Parallelen zwischen Boethius’ Kommentierweise und Argumentation und derjenigen der neuplatonischen Schule von Alexandria sollen alternativ die Vermutung stützen, dass er dort studiert habe, doch ist diese von Pierre Courcelle vorgetragene Hypothese kaum zu belegen, und die Nähe zur alexandrinischen Tradition wird von anderen Forschern bestritten. Nach seiner Studienzeit heiratete Boethius Symmachus’ Tochter Rusticiana. Er verehrte seinen Schwiegervater, der – einer Familientradition folgend – die herkömmliche römische Bildung intensiv pflegte. Schon früh begann Boethius mit der Abfassung seiner wissenschaftlichen Werke und erlangte Ruhm als Gelehrter.
Auch in der Politik spielte Boethius eine wichtige Rolle; er stieg zu höchsten Staatsämtern auf. Spätestens 507 erhielt er den hohen Ehrentitel patricius, 510 war er Konsul ohne Kollegen. Für das Jahr 522 wurden seine beiden Söhne Symmachus und Flavius Boethius, obwohl sie noch nicht erwachsen waren, von König Theoderich zu Konsuln bestimmt. Dies setzt zwingend das Einverständnis des oströmischen Kaisers Justin I. voraus, dem die Besetzung einer der beiden Konsulstellen zustand und der überdies nicht nur den östlichen, sondern auch den westlichen Konsul formal einzusetzen hatte. Boethius hielt anlässlich des Konsulatsantritts seiner Söhne im Senat eine Lobrede auf den Gotenkönig. Im selben Jahr stellte ihn Theoderich an die Spitze der Reichsverwaltung, indem er ihn zum magister officiorum ernannte. Damit erreichte Boethius den Höhepunkt seiner politischen Macht. In seiner eigenen Darstellung erscheint seine Tätigkeit in der öffentlichen Verwaltung als vorbildlich. Er behauptet, sich ausschließlich für das Gemeinwohl aller Guten eingesetzt zu haben; als Kämpfer gegen das Unrecht habe er sich die Feindschaft unredlicher Mächtiger zugezogen. Jedenfalls ist davon auszugehen, dass ihm sein energisches Vorgehen und selbstbewusstes Auftreten einflussreiche Gegner einbrachte.

### Sturz und Tod
Wichtige Einzelheiten der Umstände, die zur Amtsenthebung, Verhaftung und Hinrichtung des Boethius führten, sind nicht überliefert, nur aus seiner eigenen Darstellung bekannt oder gehen aus den Quellen nicht eindeutig hervor. Die Hintergründe, die juristische Beurteilung und die politische Einschätzung des Gerichtsverfahrens sind seit langem ein kontrovers diskutiertes Thema der Forschung. Der Hauptfaktor war jedenfalls die Spannung zwischen dem oströmischen Kaisertum und dem in Ravenna residierenden Ostgotenkönig. Dieser Gegensatz spiegelte sich in der Bildung zweier rivalisierender Richtungen unter den politisch aktiven Römern (oder Italiern, wie die romanische Bevölkerung Italiens nach dem Ende des Weströmischen Reichs auch genannt wird).

#### Vorgeschichte
Theoderich war mit seinen ostgotischen foederati 489 im Auftrag des oströmischen Kaisers Zenon nach Italien gekommen, um dort die Herrschaft Odoakers zu beenden, der 476 das Ende des weströmischen Kaisertums herbeigeführt hatte. Nach Zenons Tod war es zu Konflikten mit seinem Nachfolger Anastasius gekommen, und obwohl dieser 497/8 Theoderichs Machtstellung formell anerkannte, musste der Gote stets einen Versuch der Oströmer befürchten, ihn zu beseitigen und Italien wieder unter ihre direkte Kontrolle zu bringen, denn sie hielten immer am Fortbestand des Römischen Reichs auch im Westen und an ihrem Anspruch auf Oberherrschaft in Italien fest.

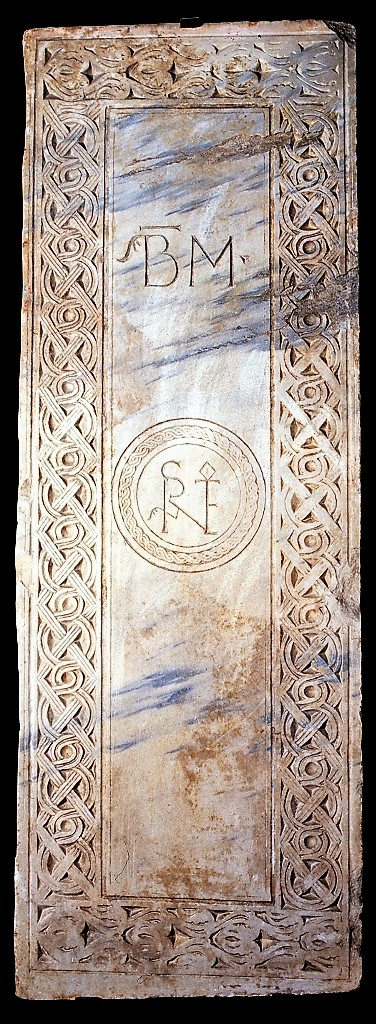
Grabplatte des Boethius, Musei civici di Pavia

Zu dieser machtpolitischen Rivalität kam der religiöse Gegensatz hinzu. Die Römer Italiens waren ebenso wie die Mehrheit der Oströmer Anhänger des Nicäno-Konstantinopolitanums, während sich die Ostgoten zum Arianismus bekannten. Für traditionsbewusste Römer kam außer ihrer politischen Gesinnung und persönlichen Gründen auch ihre religiöse Überzeugung als Motiv für eine Opposition gegen Theoderich in Betracht. Somit konnte am Königshof leicht der Verdacht entstehen, dass diese Kreise eine Vernichtung des Ostgotenreichs durch den Kaiser erhofften und mit ihm konspirierten. Daher befanden sich politisch exponierte Römer, die als kaiserfreundlich galten, in einer potenziell heiklen Lage. Bei einer Zuspitzung des latenten Gegensatzes zwischen den Höfen von Ravenna und Konstantinopel konnten sie in einen Loyalitätskonflikt oder zumindest in den Verdacht mangelnder Loyalität zum König geraten.
Als es 484 zwischen der östlichen und der westlichen Kirche zu einer Spaltung kam (Akakianisches Schisma), führte diese Entfremdung zwischen dem Westen und dem Osten zu einer Verminderung des Konfliktpotenzials zwischen den römischen und den germanischen Untertanen Theoderichs. 498 traten die Bruchlinien aber wieder deutlich hervor, als sich nach einer zwiespältigen Papstwahl der von Theoderich unterstützte Kandidat Symmachus gegen seinen von den Oströmern favorisierten Gegner Laurentius durchsetzen konnte. Im römischen Senat hatten kaiserlich gesinnte Politiker für Laurentius Partei ergriffen. Die ostromfreundliche Richtung bestand vor allem aus Angehörigen alter, konservativer Senatorengeschlechter. Dies war das Milieu, dem die Familie des Boethius und die mit ihr befreundeten und verschwägerten Sippen angehörten.
Nach dem Regierungsantritt des oströmischen Kaisers Justin I. wurde im Jahr 519 das Akakianische Schisma beendet und die Kirchengemeinschaft zwischen Konstantinopel und Rom wiederhergestellt. Damit war Theoderich zunächst einverstanden; er wünschte ein gutes Verhältnis zum Kaiser, auch unter dem Gesichtspunkt der oströmischen Anerkennung für eine Regelung seiner Nachfolge, denn er hatte keinen Sohn, und der Fortbestand der Dynastie hing von seiner Tochter Amalasuntha und deren Nachkommen ab. Noch 519 erreichte er, dass der Kaiser seinen Schwiegersohn Eutharich als "Waffensohn" annahm und so als designierten Nachfolger anerkannte. Kirchenpolitisch verstärkte die in diesem Jahr erzielte Einigung jedoch die Isolation der arianischen Ostgoten in Italien, was sich für sie im Fall eines oströmischen Angriffs nachteilig auswirken konnte. Eine wichtige Rolle spielte in der oströmischen Politik schon damals der künftige Nachfolger Justins, Justinian, der dann weniger als ein Jahrzehnt nach Theoderichs Tod tatsächlich die Invasion Italiens beginnen sollte. Von Justinian ging mutmaßlich die Initiative zur Besetzung beider Konsulstellen mit den Söhnen des Boethius im Jahr 522 aus; damit konnte er sich in ostromfreundlichen Senatskreisen Italiens zusätzliche Sympathien verschaffen.
Die Gegner dieser ostromfreundlichen Richtung, die den Sturz des Boethius herbeiführten, waren nicht etwa Goten, sondern progotische Römer. Sie waren dem Gotenkönig ergeben, da sie ihm ihre Karriere verdankten; Theoderich hatte solchen Römern Schlüsselstellungen anvertraut, um ein Gegengewicht zu den kaiserfreundlichen Senatskreisen zu schaffen. Sie hatten von einem Regimewechsel in Italien nichts zu erhoffen und betrachteten das Oströmische Reich als feindliche Macht. Schon im weströmischen Reich des 5. Jahrhunderts war die Spaltung des Senats und des Hofes in zwei verfeindete, miteinander um die Macht ringende Gruppierungen ein typisches Merkmal der politischen Verhältnisse gewesen, sie war nicht erst mit der Errichtung der gotischen Herrschaft eingetreten. Allerdings verschärfte sich die Polarisierung, als sich Theoderichs Verhältnis zu Ostrom in den letzten Jahren seiner Herrschaft verschlechterte.

#### Ablauf der Ereignisse
Als Eutharich starb (wohl 522 oder 523), schwächte dies die Stellung Theoderichs, der nun keinen erwachsenen Nachfolger mehr hatte, und verstärkte die politische Unruhe. In diese Phase fiel der Beginn der Ereigniskette, die zum Tod des Boethius führte: Ein Parteigänger der königstreuen Römer fing Briefe ab, die der Senator Flavius Albinus iunior an den Kaiser gerichtet hatte. Der Inhalt der Briefe ist unbekannt, doch ist nicht zu bezweifeln, dass er für den Absender kompromittierend war. Vermutlich wurden Themen wie die nun wieder überaus heikle ostgotische Nachfolgefrage aus der Sicht der ostromfreundlichen Senatoren erörtert. Der Ablauf der anschließenden Vorgänge ist umstritten. Einer Interpretation zufolge versuchte Boethius, dem die königliche Verwaltung unterstand, das Beweismaterial zu unterdrücken und so die Angelegenheit zu vertuschen, um Albinus zu decken. Diese Absicht wurde aber von einem seiner Untergebenen, dem referendarius Cyprianus, der auf der Gegenseite stand, vereitelt. Nach einer anderen Deutung hat Boethius das Belastungsmaterial zwar dem König verschwiegen, aber auch nicht versucht, Cyprianus an einer Vorsprache bei Theoderich zu hindern. Jedenfalls legte Cyprianus die Briefe dem König, der sich zu dieser Zeit in Verona aufhielt, vor. Die ostromfeindlichen Kreise am Hof sahen darin Belege für hochverräterische Beziehungen des Albinus und seiner Gesinnungsgenossen zum Kaiser. Der König ließ Albinus verhaften. Nun solidarisierte sich Boethius öffentlich vor dem König mit dem Beschuldigten, indem er erklärte, wenn Albinus etwas getan haben sollte, dann hätten er – Boethius – und der ganze Senat es ebenfalls getan. Damit aber hatte Boethius die Lage und seinen Einfluss falsch eingeschätzt. Cyprianus sah sich gezwungen, auch Boethius in die Anklage einzubeziehen, schon um seine eigene Stellung nicht zu gefährden. Boethius verlor seine Stellung am Hof und wurde in Verona unter Hausarrest gestellt.
Der König ließ die Vorgänge in Abwesenheit des Boethius untersuchen. Dabei wurde der Angeklagte durch die Aussagen mehrerer seiner Untergebenen belastet. Außerdem wurden Briefe vorgelegt, in denen er sich für die Freiheit Roms – also gegen die gotische Herrschaft – aussprach; nach seiner Darstellung handelte es sich um Fälschungen. Der Senat lehnte es ab, offiziell zu seinen Gunsten Stellung zu nehmen; nur eine kleine Gruppe von Freunden, darunter sein Schwiegervater, trat für ihn ein. Er wurde nach Pavia gebracht, wohl weil er unter seinen Standesgenossen in Rom noch einigen Rückhalt hatte, während Norditalien eine Hochburg seiner Gegner war. Für ein gewöhnliches Hochverratsverfahren wäre das Gericht des Königs unter dessen Vorsitz zuständig gewesen. Theoderich zog es aber angesichts des hohen Ranges des Angeklagten vor, den Fall dem Senatsgericht zu übergeben, das für Kapitalprozesse gegen Senatoren zuständig war. Den Vorsitz in diesem Standesgericht aus fünf Senatoren (iudicium quinquevirale) hatte der Stadtpräfekt Eusebius. Der Ostgotenkönig ließ vermutlich keinen Zweifel daran, dass er einen Schuldspruch wünschte, hielt sich aber offiziell zurück. Das Gericht verurteilte Boethius in Abwesenheit zum Tode und ordnete die Konfiskation seiner Güter an.

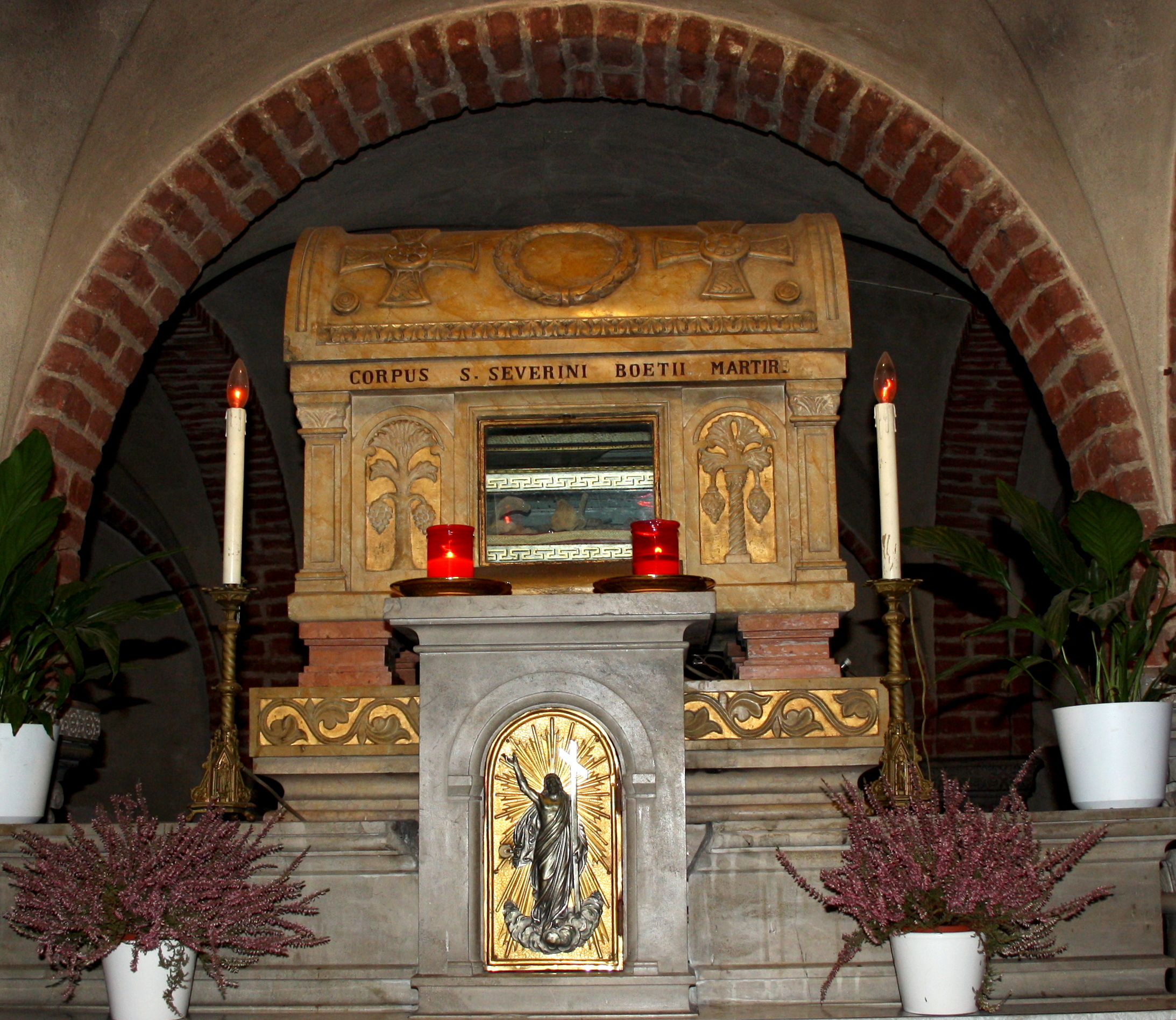
Das Grab des Boethius in der Kirche San Pietro in Ciel d’Oro, Pavia

Die Chronologie ist umstritten. Nach der traditionellen Datierung, die weiterhin Befürworter hat, wurde Boethius bereits 523 verhaftet und 524 oder spätestens 525 hingerichtet. Manche Forscher folgen aber einem abweichenden Ansatz, den Charles H. Coster vorgeschlagen hat, wonach die Verhaftung 525 und die Vollstreckung des Todesurteils erst 526, kurz vor Theoderichs Tod, erfolgte. Die Hinrichtung wurde standesgemäß mit dem Schwert vollzogen, entweder in Pavia (was wahrscheinlicher ist) oder in Calvenzano östlich von Mailand (Provinz Bergamo). Der Sarkophag befindet sich in der Kirche San Pietro in Ciel d’Oro (Pavia). Die Grabplatte von Boethius, aus griechischem Marmor und im 19. Jahrhundert in Villareggio gefunden, ist in den Musei Civici di Pavia erhalten. Bei der vom Anonymus Valesianus überlieferten Behauptung, Boethius sei erst gefoltert und dann mit einem Knüppel erschlagen worden, handelt es sich um eine Erfindung; sie stammt aus einer unbekannten Schrift eines Gegners Theoderichs, auf die sich der Anonymus im zweiten Teil seiner Darstellung der Regierungszeit des Königs stützt. Auch Symmachus, der Schwiegervater des Boethius, wurde hingerichtet.
Der Sturz des Boethius führte zu einem Umschwung in Theoderichs Personalpolitik; am Hof wurde der Ankläger Cyprianus zum Leiter der Finanzverwaltung befördert. An die Spitze der Reichsverwaltung berief der König Cassiodor, der wie Boethius ein bedeutender römischer Gelehrter, aber politisch unverdächtig war.
Später gab Theoderichs Tochter Amalasuntha, die nach dem Tod ihres Vaters die Regentschaft übernommen hatte, der Familie des Boethius das konfiszierte Vermögen zurück. Nach der oströmischen Invasion Italiens soll Boethius’ Witwe Rusticiana dafür gesorgt haben, dass die oströmischen Feldherren die bildlichen Darstellungen Theoderichs beseitigten.

## Werke
Sein überliefertes Werk besteht aus den Schriften seines Bildungsprogramms (Übersetzungen, Kommentare und Lehrbücher), der Consolatio philosophiae und theologischen Traktaten. Einige Werke, darunter die Gedichte, die er in seiner Jugend verfasste, sind heute verloren.
In den wissenschaftlichen Werken schreibt Boethius anfangs ein klassisches, am Vorbild Ciceros orientiertes Latein, später entscheidet er sich für einen technischen Stil und verwendet die spätlateinische philosophische Terminologie seiner Zeit, wobei er auch neue Begriffe einführt. Als Übersetzer hält er sich an den Grundsatz einer genauen, wörtlichen Wiedergabe. In der Consolatio philosophiae entspricht seine Ausdrucksweise meist dem klassischen Sprachgebrauch, zeigt aber auch Merkmale des Spätlateins.

### Logik

#### Übersetzungen

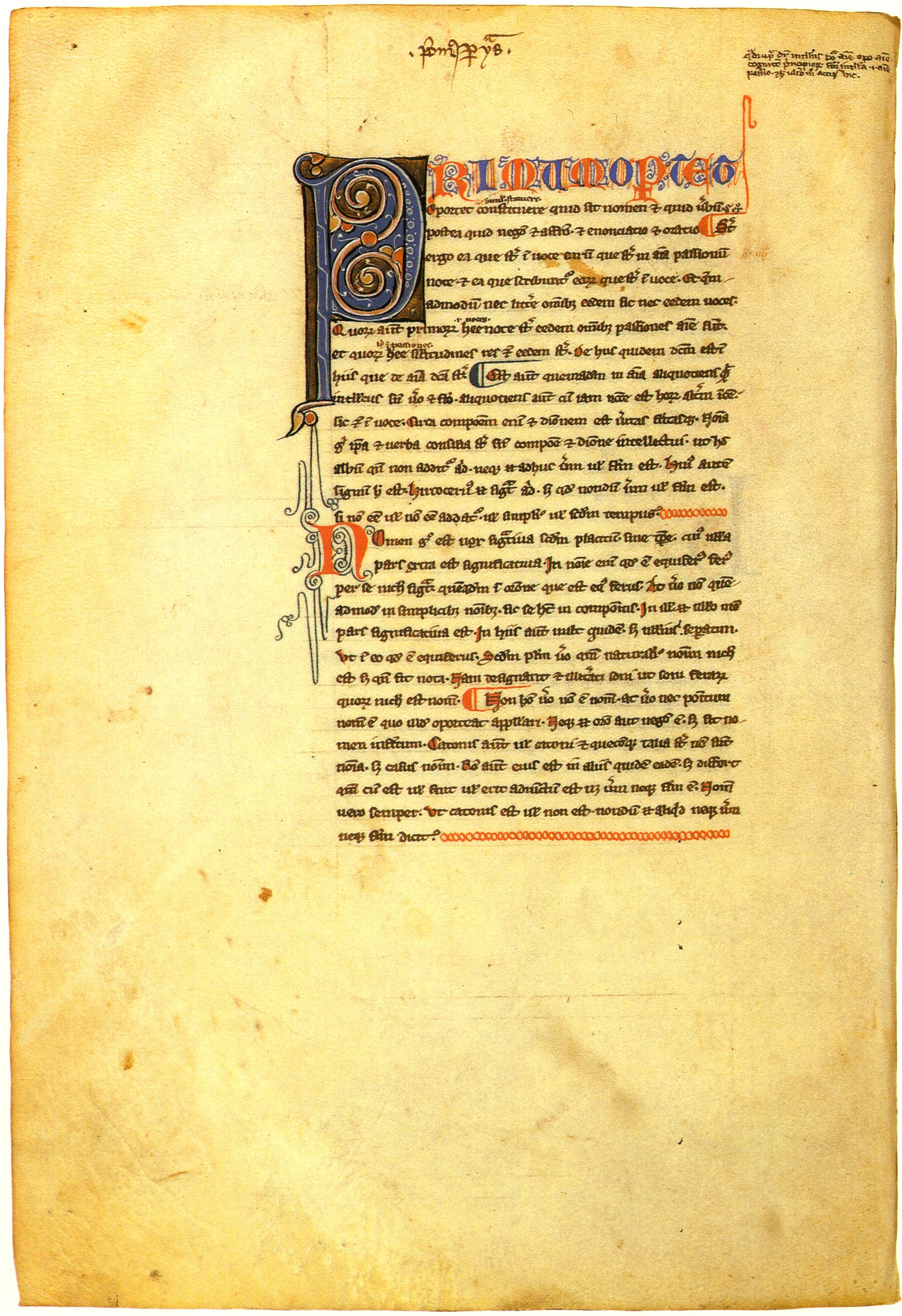
Der Anfang von Aristoteles’ De interpretatione in der lateinischen Übersetzung des Boethius. Handschrift Rom, Biblioteca Apostolica Vaticana, Vaticanus Palatinus lat. 988, fol. 21v (Ende des 13. Jahrhunderts)

- Die Übersetzung der Isagoge des Porphyrios.
- Die Übersetzung der Kategorien des Aristoteles in zwei Fassungen, die beide vom Autor stammen und beide nur etwa zwei Drittel des griechischen Textes wiedergeben.
- Die Übersetzung von Aristoteles’ Schrift De interpretatione. Die handschriftliche Überlieferung lässt erkennen, dass Boethius die erste Fassung dieser Übersetzung später überarbeitet hat.
- Die Übersetzung von Aristoteles’ Analytica priora, von der zwei Fassungen vorliegen, eine Rohfassung und eine geglättete Überarbeitung, die auch ein Bemühen um größere Genauigkeit erkennen lässt. Die Überlieferung ist anonym, aber die Verfasserschaft des Boethius konnte durch eine terminologische Analyse gezeigt werden.
- Die Übersetzung von Aristoteles’ Analytica posteriora, die Boethius erwähnt, ist nicht erhalten bzw. nicht identifiziert.
- Die Übersetzung von Aristoteles’ Topik, ein sorgfältig ausgearbeitetes Spätwerk, das in zwei Versionen überliefert ist.
- Die Übersetzung der Sophistici elenchi des Aristoteles, ein Spätwerk. Die Autorschaft des Boethius ist nirgends bezeugt, sie ist durch eine philologische Analyse erschlossen worden.
- Die Übersetzung der Elemente Euklids wird von Cassiodor im Jahr 507 erwähnt, gehört also zu den frühen Werken. Sie ist bis auf Fragmente verloren. Möglicherweise ist sie mit Boethius’ Geometrie-Lehrbuch zu identifizieren. Menso Folkerts hat die vermutlich aus ihr stammenden lateinischen Euklid-Exzerpte herausgegeben.[33]

#### Kommentare
- Zwei Kommentare zur Isagoge des Porphyrios. Bei der Abfassung des ersten Kommentars ging Boethius von der lateinischen Übersetzung der Isagoge aus, die Marius Victorinus im 4. Jahrhundert angefertigt hatte. Nach der Erstellung seiner eigenen Übersetzung schrieb er den zweiten Kommentar. Als Vorlage diente ihm ein unbekannter griechischer Kommentar, der teilweise Übereinstimmungen mit dem des Neuplatonikers Ammonios Hermeiou aufwies.
- Zwei Kommentare zu den Kategorien des Aristoteles. Einer von ihnen ist erhalten; er fußt hauptsächlich auf der Kategorien-Kommentierung des Porphyrios. Der andere ist nur anonym und fragmentarisch überliefert.[34]
- Zwei Kommentare zu Aristoteles’ Schrift De interpretatione. Der erste Kommentar in zwei Büchern entstand frühestens 513, der zweite in sechs Büchern um 515/516. Während der erste Kommentar eine allgemeine Einführung bietet, soll der zweite ein vertieftes Verständnis ermöglichen. Zu den behandelten Themen gehört die von Aristoteles erörterte Frage, ob alle künftigen Ereignisse aus einem rein logischen Grund determiniert sind (logischer Determinismus). Mit diesem Problem setzt sich Boethius intensiv auseinander.[35]
- Ein Kommentar oder Kommentarentwurf zu Aristoteles’ Analytica priora, der in Gestalt von anonym überlieferten Scholien erhalten ist; die Zuschreibung der Scholien an Boethius ist nicht gesichert, aber wahrscheinlich.[36]
- Ein Kommentar zu Ciceros Topica in sieben Büchern; davon sind nur die ersten fünf Bücher und ein Teil des sechsten erhalten. Das umfangreiche Werk ist zugleich eine Einführung in die Topik.
- Ein heute verlorener Kommentar zu Aristoteles’ Topik.
- Möglicherweise ein heute verlorener Kommentar zu den Sophistici elenchi.[37]

#### Lehrschriften

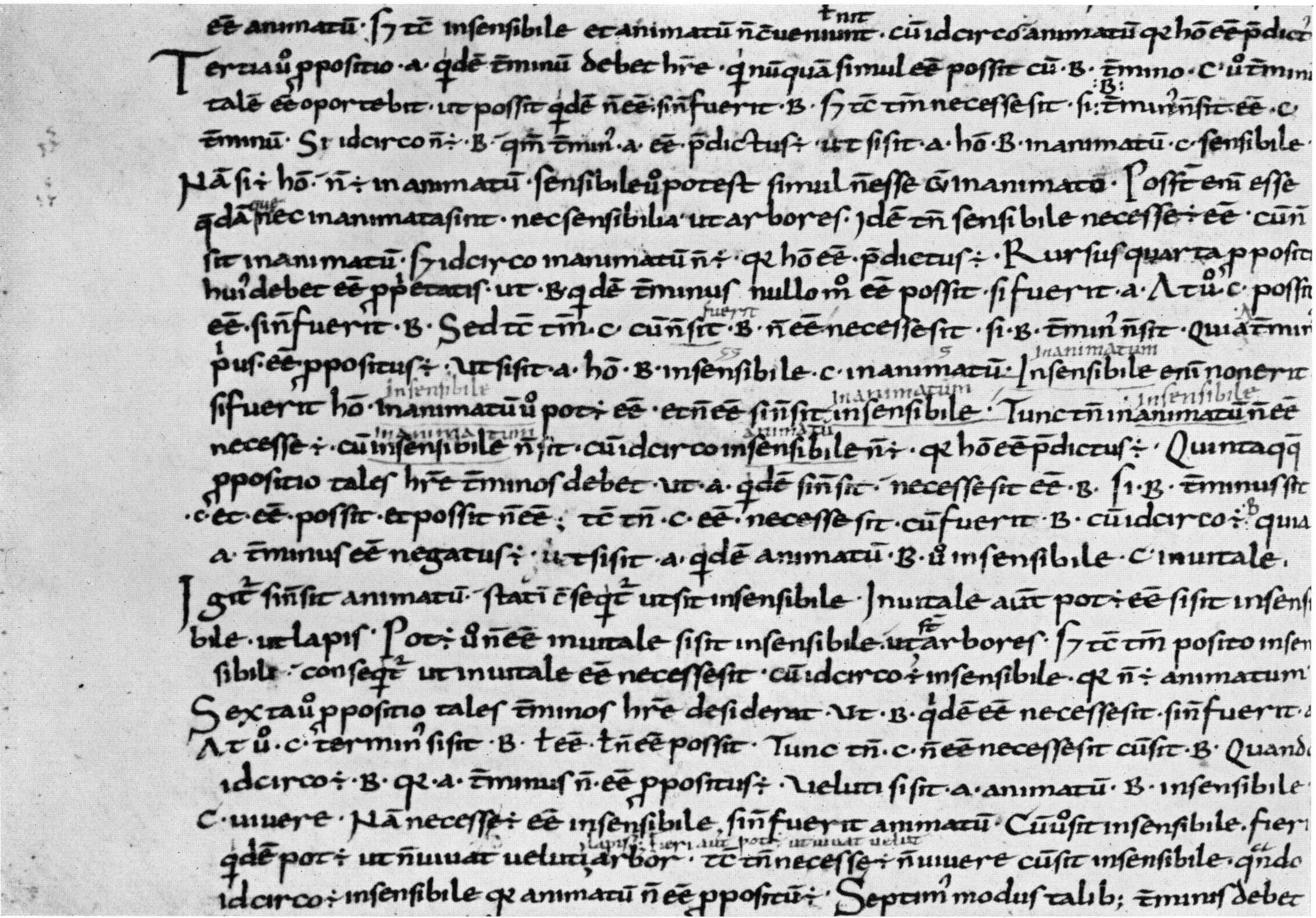
Boethius, De hypotheticis syllogismis in der Handschrift Paris, Bibliothèque Nationale, N.A. Lat. 1611, fol. 43v (2. Hälfte des 10. Jahrhunderts)

- De syllogismo categorico („Über den kategorischen Syllogismus“) lautet der gängige, aber nicht vom Autor stammende Titel einer Abhandlung in zwei Büchern, die vermutlich zu den Frühwerken des Boethius gehört. Das erste Buch führt in die Lehre vom Urteil ein, das zweite stellt die Systematik der Syllogismen nach Aristoteles zusammenfassend dar. Als kategorisch werden Syllogismen bezeichnet, deren Prämissen ausschließlich kategorische Aussagen sind. Boethius geht hier von den einschlägigen Ausführungen des Porphyrios aus.
- Die Introductio ad syllogismos categoricos („Einführung in die kategorischen Syllogismen“), auch mit dem handschriftlich überlieferten Titel Antepraedicamenta bezeichnet, stellt die Lehre vom Urteil dar. Diese Schrift kann als eine unvollständige Überarbeitung von De syllogismo categorico betrachtet werden, denn der behandelte Stoff ist der des ersten Buches der älteren Abhandlung.
- De divisione („Über das Einteilen“) behandelt die verschiedenen Arten der Einteilung, darunter die Einteilung von Gattungen in Arten und von Wörtern in Bedeutungen. Boethius gibt dazu an, die Grundlage seien einschlägige Ausführungen des Porphyrios.
- De hypotheticis syllogismis in drei Büchern behandelt das hypothetische Schließen. Als hypothetisch werden Schlüsse bezeichnet, bei denen mindestens eine Prämisse keine kategorische Aussage ist, sondern eine hypothetische. Boethius klassifiziert die Arten der hypothetischen Aussagen und Schlüsse. Das erste Buch scheint eine Kompilation aus verschiedenen Quellen zu sein. Eine griechische Hauptvorlage ist verloren.[38]
- De topicis differentiis („Über die topischen Differenzen“) in vier Büchern, eine Klassifizierung der „Örter“ (tópoi) in der Topik. Unter einem Ort wird der „Sitz“ eines Arguments verstanden, also dasjenige, dem ein zu einer gestellten Frage passendes Argument entnommen wird. Ein solcher Ort kann beispielsweise die Definition eines Begriffs sein, dann spricht man von einem „Ort aus der Definition“, oder eine Wirkursache. Die Kenntnis der Örter soll beim Finden von Argumenten helfen. Die konzise Darstellung des Boethius ist keine Einführung für Anfänger, sondern setzt beim Leser Vorkenntnisse voraus.

### Lehrbücher der Mathematik, Naturwissenschaft und Musik

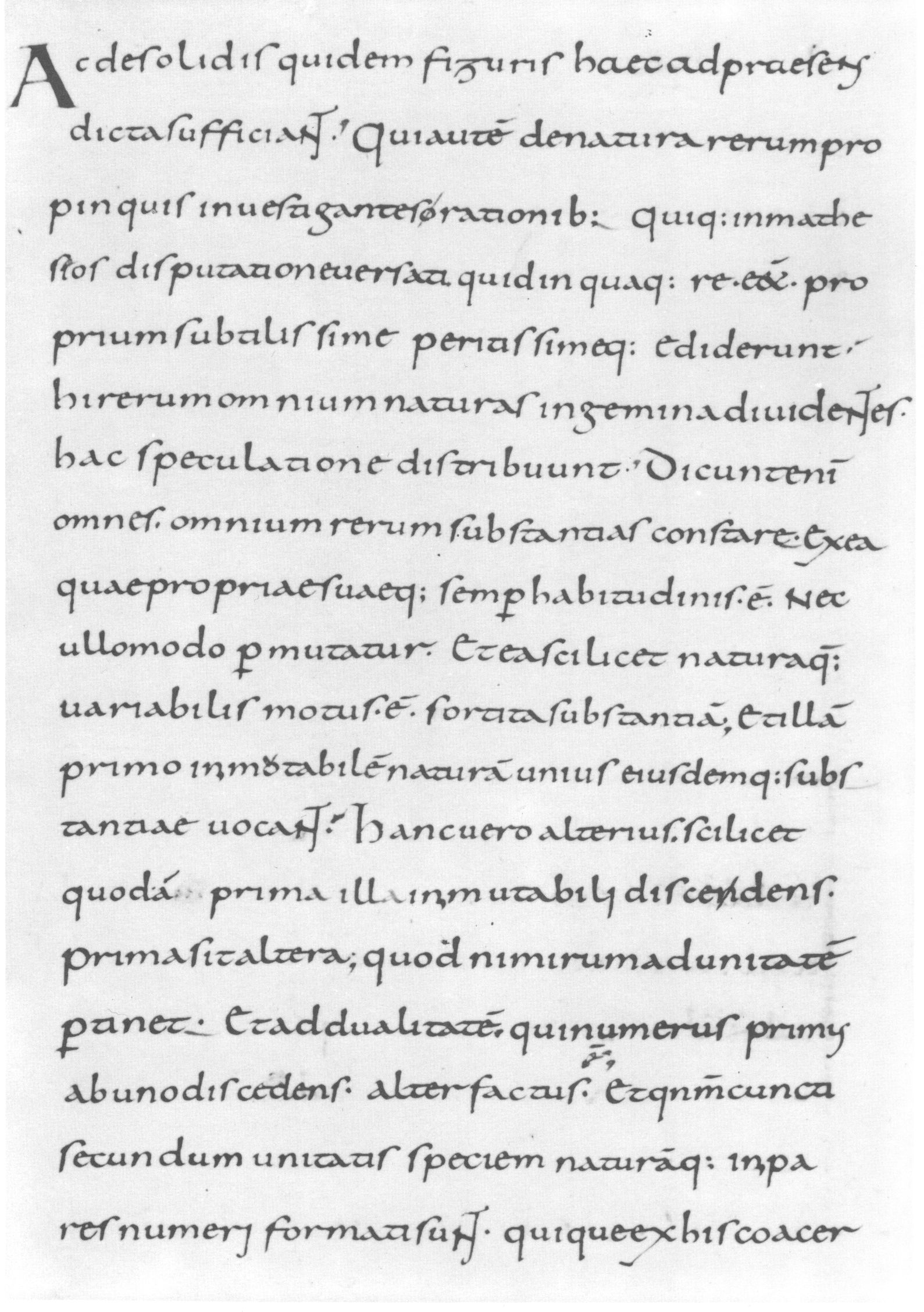
Boethius, De institutione arithmetica in einer frühmittelalterlichen Handschrift, die um 845 für König Karl den Kahlen angefertigt wurde. Bamberg, Staatliche Bibliothek, Ms. Class. 5 (HJ. IV. 12), fol. 101r

Boethius verfasste Lehrbücher aller vier Fächer des Quadriviums (Arithmetik, Musik, Geometrie und Astronomie), von denen die zur Arithmetik und zur Musik erhalten sind. Das Studium dieser Fächer wurde als Propädeutik für die Philosophie betrachtet.
- De institutione arithmetica („Einführung[39] in die Zahlenlehre“) ist, wie Boethius in der Vorrede mitteilt, sein erstes Werk; es wurde vor 507 vollendet. Er widmete es seinem Schwiegervater Symmachus. Die Arithmetik bildet das Thema seines ersten Lehrbuchs, weil sie das Fach war, mit dem jede philosophische Ausbildung zu beginnen hatte. Es handelt sich um eine teils verkürzende, teils erweiternde Bearbeitung der „Einführung in die Arithmetik“ des Mittelplatonikers Nikomachos von Gerasa. In De institutione arithmetica findet sich erstmals der Begriff quadruvium („vierfacher Weg“) zur Bezeichnung der vier „mathematischen“ Fächer (quattuor matheseos disciplinae); die Einteilung der Sieben Freien Künste in das Trivium und das Quadrivium wurde später für den mittelalterlichen Unterrichtsbetrieb maßgeblich. Gemäß der neuplatonischen Zahlenlehre betrachtet Boethius eine Zahl nicht als etwas rein Quantitatives, sondern fragt nach ihren Eigenschaften, die ihr eine Binnenstruktur und damit eine bestimmte Beschaffenheit verleihen.[40]

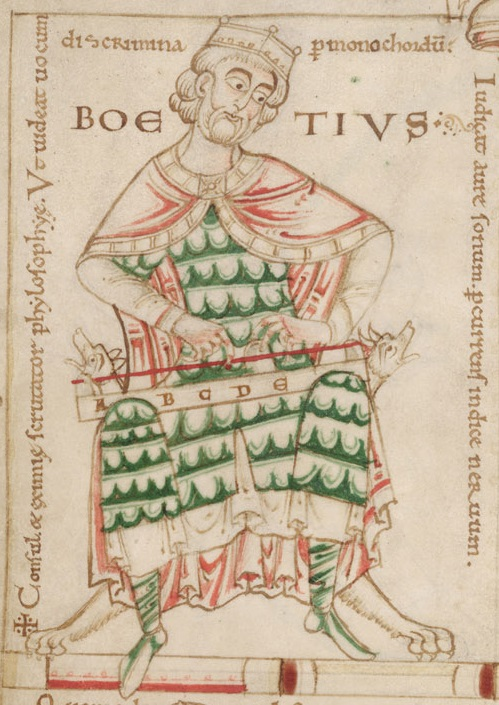
Darstellung des Boethius mit Musikinstrument in der mittelalterlichen Handschrift Cambridge, University Library, Ii.3.12 (11. Jahrhundert)

- De institutione musica („Einführung in die Musik“), ein Lehrbuch der Musiktheorie, ist in fünf Büchern unvollständig überliefert. Von den dreißig angekündigten Kapiteln des fünften Buches sind nur die ersten achtzehn und ein Teil des neunzehnten erhalten; vermutlich existierten ursprünglich noch ein sechstes und siebtes Buch oder waren zumindest geplant. Die Hauptquellen, die Boethius heranzog, waren musiktheoretische Schriften des Nikomachos von Gerasa und des Ptolemaios.

Boethius unterscheidet drei Musikarten: die hörbare Musik (musica instrumentalis), die „in bestimmten Instrumenten eingerichtet ist“, die „menschliche“ Musik (musica humana), womit er die „musikalische“ Harmonie in Seele und Körper des Menschen meint, und die „Weltmusik“ (musica mundana), worunter er die von den Himmelskörpern erzeugte, für den Menschen unhörbare Sphärenmusik versteht. Allen drei Musikarten soll eine mathematisch ausdrückbare Harmonie zugrunde liegen.
Das Thema von Boethius’ Lehrbuch ist nicht die liturgische, einstimmige Musikpraxis seiner eigenen Zeit, sondern hauptsächlich die mathematische Darstellung und daraus resultierende Klassifizierung der Verhältnisse der Töne zueinander. Bei der Darstellung der musikalisch relevanten Zahlenverhältnisse geht es Boethius nicht um die rein äußerliche Relation der Zahlen, die er zueinander in Bezug bringt, sondern um ihr Verhältnis zueinander unter dem Gesichtspunkt ihrer jeweiligen inneren Struktur, die sich aus seiner Zahlentheorie ergibt. Dieser Binnenstruktur weist er eine konstitutive Rolle für das Verhältnis zwischen den Zahlen und damit auch für dessen musiktheoretische Konsequenzen zu. Die erklingenden Intervalle sind gleichsam „Verkörperungen“ der Zahlenverhältnisse, sie verhalten sich zu ihnen wie Materie zu Form. Das Zahlenverhältnis ist die Formursache des hörbaren Intervalls. Nicht nur den Verhältnissen zwischen Tönen, sondern auch jedem einzelnen Ton spricht Boethius eine bestimmte Zahlhaftigkeit (numerositas) zu. Jeder Ton weist eine Komplexität und damit eine mathematische Binnenstruktur auf. Die Autorität schlechthin auf dem Gebiet der Musiktheorie ist für Boethius Pythagoras, der einer Legende zufolge die mathematische Grundlage der musikalischen Konsonanz entdeckt hat. Bei der Wiedergabe dieser Legende („Pythagoras in der Schmiede“) legt Boethius besonderen Wert auf den Erkenntnisfortschritt, den die Abwendung vom sinnlich Wahrnehmbaren und Hinwendung zu einer unkörperlichen Realität hinter den Phänomenen ermöglichen soll. In seiner Darstellung der Notation gibt er die herkömmlichen griechischen Tonsymbole zur Bezeichnung relativer Tonhöhen an, wobei er jeweils das Zeichen der Gesangsnotenschrift über dem der Instrumentalnotation anordnet. Bei der Erklärung des Tonsystems und der Teilung des Monochords bedient er sich lateinischer Tonbuchstaben. Dabei nennt er den tiefsten Ton A und schreitet aufwärts bis Z fort, statt – wie heute üblich – den nächsthöheren Oktavraum wieder mit dem gleichen Buchstaben zu beginnen; nach Z fährt er mit den Zeichen AA bis LL fort.
- De institutione geometrica („Einführung in die Geometrie“), ein Lehrbuch der Geometrie auf der Grundlage der „Elemente“ Euklids, ist heute verloren. Vielleicht ist es mit der von Cassiodor[43] erwähnten Euklid-Übersetzung des Boethius, aus der Fragmente erhalten sind, zu identifizieren.
- De institutione astronomica („Einführung in die Astronomie“) war wohl der Titel von Boethius’ heute verlorenem Lehrbuch der Astronomie. Aus einer Angabe Cassiodors geht hervor, dass Boethius die Astronomie auf der Grundlage von Ptolemaios’ Almagest dargestellt hat.[44]
- Ein heute verlorenes Werk über Physik (physica) erwähnt Boethius in seinem zweiten Kommentar zu De interpretatione.[45] Es dürfte auf der Grundlage von Aristoteles’ Physik verfasst worden sein. Cassiodor bemerkt, Boethius habe auch Wissen des Archimedes in lateinischer Übersetzung zugänglich gemacht.[44]

### DieConsolatio philosophiae

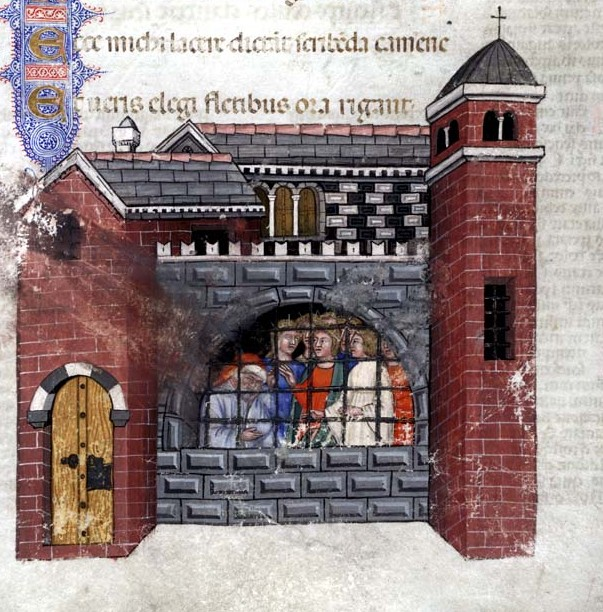
Boethius in Gefangenschaft. Handschrift Glasgow, University Library, Hunter 374 aus dem Jahr 1385

Das Hauptwerk des Boethius ist die Consolatio philosophiae („Trost der Philosophie“) in fünf Büchern. Außer diesem Titel kommt auch die Form De consolatione philosophiae („Über den Trost der Philosophie“) in den Handschriften vor. Das Werk entstand nach Boethius’ Verhaftung. Mit der Gestaltung als Prosimetrum (Prosa mit eingefügten Gedichten) greift Boethius eine in der Spätantike beliebte Form auf. Er verwendet 28 verschiedene Versmaße. Die Consolatio philosophiae besteht aus 39 Prosatexten und 39 Gedichten, die abwechselnd aufeinander folgen. Das dargelegte philosophische Gedankengut stammt vor allem aus den Werken Platons, des Aristoteles und der Neuplatoniker, aber auch stoische Vorstellungen sind eingeflossen. Auf die Lehren Platons wird immer wieder zustimmend Bezug genommen. Das Werk reiht sich in die Tradition der antiken Trostliteratur ein und ist zugleich ein Protreptikos, eine zur Philosophie ermunternde Schrift.
Dargestellt wird die Heilung des in seiner Not seelisch erkrankten Gefangenen. Das Werk zerfällt in zwei Hälften, wobei das berühmte, ungefähr in die Mitte gestellte neunte Gedicht des dritten Buches (Anfang: O qui perpetua) den Übergang und Wendepunkt bildet. Im ersten, negativen Teil wird dem Leser die Nichtigkeit der irdischen Güter und die Sinnlosigkeit des Strebens nach ihnen vor Augen gestellt. Im zweiten, positiven Teil richtet sich das Augenmerk auf die Alternative zu diesen vergeblichen Bemühungen: die zum Erfolg führende Suche nach dem einzig wahren Gut, dem Guten schlechthin. Ob der abrupt wirkende Schluss stimmig und das Werk somit als abgeschlossen zu betrachten ist, ist in der Forschung umstritten. Unklar ist auch, ob die Schrift schon vor dem Abschluss des Gerichtsverfahrens oder erst nach der Verhängung des Todesurteils entstanden ist und ob Boethius sich im Kerker oder in einem relativ komfortablen Hausarrest mit Bibliothekszugang befand. Da es sich um ein literarisches Werk handelt, ist mit der Möglichkeit fiktionaler Elemente zu rechnen; die Situation des Ich-Erzählers ist nicht notwendigerweise in jeder Hinsicht mit der des Autors identisch.

#### Inhalt
Das erste Buch beginnt mit einem elegischen Gedicht, in dem der Autor sein trauriges Schicksal und die Treulosigkeit des Glücks beklagt; ihm ist das Leben verhasst, doch hofft er vergebens auf den erlösenden Tod. Da erscheint ihm die Philosophie als ehrwürdige Frauengestalt. Sie übernimmt die Aufgabe, ihn durch Belehrung zu heilen. Das Werk erhält somit den Charakter eines Dialogs zwischen dem Autor und der allegorischen Gestalt Philosophia. Zunächst vertreibt die Philosophie die Dichtermusen, denen sie vorwirft, Huren zu sein, die unfruchtbare Leidenschaften nähren und dem Philosophen ihre „süßen Gifte“ einflößen. Dann wendet sie sich dem Leidenden zu. Sie erinnert ihn daran, dass seit jeher Philosophen verfolgt worden sind, wobei sie unter anderem auf das Schicksal des zum Tode verurteilten Sokrates hinweist. Der Gefangene schildert ausführlich, wie er durch Verleumdungen bösartiger Feinde ins Unglück gestürzt worden sei; der Senat habe ihn im Stich gelassen und die Öffentlichkeit halte ihn nun für schuldig, was der Gipfel seines Elends sei. Die Philosophie weist ihn zurecht. Fern von seiner Heimat sei er nicht, weil er seinen Wohnsitz eingebüßt hat und sich in Haft befindet, sondern weil er aus eigenem Antrieb sein wirkliches Vaterland (im geistigen Sinne) verlassen habe. Er habe nämlich vergessen, was er ist, und ihm fehle auch die Kenntnis des Endzwecks der Dinge und Einsicht in das Walten der Vorsehung.
Im zweiten Buch steht die Auseinandersetzung mit Fortuna, der Glücks- und Schicksalsgöttin der römischen Mythologie, im Mittelpunkt. Boethius leidet unter dem Verlust der irdischen Güter, die Fortuna ihm früher reichlich geschenkt hat, nun aber verweigert. Die Philosophie erinnert ihn daran, dass er selbst sich der Herrschaft Fortunas anvertraut hat; er hat sich die treulose Göttin freiwillig als seine Gebieterin ausgesucht und muss daher nun ihre Sitten ertragen. Der ins Unglück Gestürzte wird darüber belehrt, dass Fortunas Verdienst gerade in ihrer beklagten Unbeständigkeit liegt, die das einzige Zuverlässige an ihr ist. Indem sie sich von ihren Günstlingen abwendet, bietet Fortuna ihnen die Gelegenheit zu erkennen, dass vergängliche Güter ihrer Natur nach unbefriedigend und nicht erstrebenswert sind. Damit sieht sich der Mensch auf das höchste Gut und eigentliche Glück verwiesen, das sich jenseits von Fortunas Zuständigkeitsbereich befindet. Es ist nur in ihm selbst zu finden.
Im dritten Buch geht es um den Weg zum wahren Glück, das keine Wünsche übrig lässt und das alle eigentlich suchen, wenn auch meist auf Irrwegen. Diese Irrwege – Streben nach Reichtum, Ansehen, Macht, Ruhm und körperlichen Lüsten – werden nun einzeln entlarvt. Dann führt die Philosophie im Dialog ihren Gesprächspartner zu dem Punkt, wo sich herausstellt, dass Gott mit dem höchsten Gut (summum bonum) gleichzusetzen ist. Dies ergibt sich daraus, dass Gott der Ursprung aller Dinge ist und nichts besser sein kann als der Ursprung, dem es sein Dasein verdankt. Wenn das vollkommene Gute anderswo wäre als in Gott, so wäre er nicht der Ursprung von allem; vielmehr müsste er dann seinerseits in etwas Höherem seinen Ursprung haben, womit ein infiniter Regress einträte. Da es nur ein einziges höchstes Gut geben kann, ist Gott mit der Glückseligkeit (beatitudo) zu identifizieren, die der Mensch mit Recht als höchstes Gut betrachtet und erstrebt. Glückseligkeit erlangen heißt somit Gott erlangen. Durch das Erlangen (adeptio) der Gottheit wird der Mensch glücklich; „also ist jeder Glückselige Gott“ (Omnis igitur beatus deus). Dabei handelt es sich, da Gott eine Einheit ist, nicht um eine Mehrzahl von Göttern, sondern um Gottheit der glücklichen Menschen durch Teilhabe (participatio) an dem einen Gott.
In dem berühmten neunten Gedicht des dritten Buches (O qui perpetua) preist die Philosophie Gott als ausschließlich wohlwollenden Schöpfer, der die Welt nach einem Urbild geschaffen hat, das er in seinem Geist trägt. Gott hat den Kosmos nach dem Muster seiner eigenen vollkommenen Schönheit als schöne Welt eingerichtet. Er hat dem Universum und dessen einzelnen Teilen eine vollendete mathematische Ordnung verliehen und dafür gesorgt, dass die gegensätzlichen Einflüsse von Hitze und Kälte, Trockenheit und Nässe das rechte Maß einhalten. 

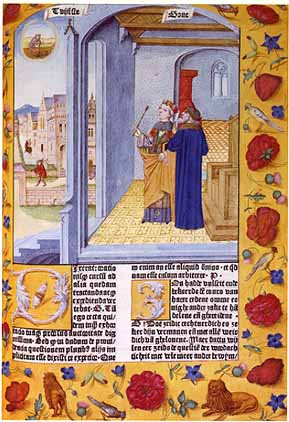
Boethius und die Philosophie in einer Inkunabel von 1485

Im vierten Buch setzen sich die beiden Gesprächspartner mit der Frage der Theodizee auseinander. Boethius fragt, wie es möglich ist, dass der vollkommen gute Gott das Böse nicht nur zulässt, sondern es auch blühen und herrschen lässt, während Tugend nicht nur unbelohnt bleibt, sondern sogar bestraft wird. Die Philosophie erklärt ihm, dass alle Menschen, gute und böse gleichermaßen, das gleiche Ziel haben, denn sie streben alle nach dem Guten. Erreichen können das Ziel aber nur diejenigen, die selbst gut sind. Die Bösen hindert daran ihre eigene Schlechtigkeit, die definitionsgemäß dem Guten entgegengesetzt ist. Daher sind ihre Bemühungen notwendigerweise vergeblich; sie müssen das Ziel verfehlen und scheitern. Somit wird jedem unweigerlich das zuteil, was seiner ethischen Qualifikation entspricht. Das Gute trägt seine Belohnung allein in sich selbst, ebenso wie die Schlechtigkeit ihre eigene Strafe ist. Diese Erkenntnisse führen zur Folgerung, dass jedes Schicksal ganz und gar gut ist. Außerdem fehlt den Menschen die Fähigkeit zu umfassender Einsicht, die sie benötigen würden, um alle Einzelheiten der Schicksalsordnung zu verstehen und kompetent beurteilen zu können, was für sie zuträglich oder schädlich ist.
Im fünften Buch wird die Problematik des Zufalls und des Verhältnisses zwischen göttlichem Vorauswissen und menschlicher Willensfreiheit erörtert. Dabei stellt sich heraus, dass es einen Zufall im Sinne einer Ursachlosigkeit nicht gibt; was aus menschlicher Sicht als Zufall erscheint, ist in Wirklichkeit nur eine Lücke im Wissen des Menschen. Die scheinbar zufälligen Ereignisse sind Bestandteile unbekannter bzw. nicht durchschauter Ursachenreihen. Alles ist von der Vorsehung genau geordnet und vollzieht sich nach Gottes Willen. Damit stellt sich die Frage, wie ein solches Konzept mit der menschlichen Willensfreiheit vereinbar ist, auf welche die Philosophie großen Wert legt. Die Lösung dieses Problems besteht darin, zwar die Festlegung aller Ereignisse durch die Kausalketten, die den Plan der Vorsehung umsetzen, anzunehmen, aber die Willensakte davon auszunehmen. Somit sind die Willensakte als solche nicht determiniert, aber ihre Umsetzung in physische Ereignisse ist determiniert. Ein weiteres Argument lautet, es handle sich um ein Scheinproblem, das sich daraus ergebe, dass Gottes Wissen in der Art eines menschlichen Vorauswissens aufgefasst werde; damit gerate man auf einen Irrweg, da Gottes Wissen im Gegensatz zu einem Vorauswissen überzeitlich sei.

#### Philosophischer und religiöser Hintergrund
In diesem philosophischen Werk, das von metaphysischen und ethischen Fragen handelt, gibt sich Boethius nirgends als Christ zu erkennen. Er erwähnt den christlichen Glauben überhaupt nicht. Nur vereinzelte Anspielungen und manche Wörter und Redewendungen, die an den Sprachgebrauch der lateinischen Bibel erinnern, lassen erkennen, dass er in einem christlichen Milieu lebt. Dies ist umso auffälliger, als der Autor hier seine eigene hoffnungslose Lage zum Ausgangs- und Angelpunkt seiner Ausführungen macht. Für einen antiken Christen wäre es unter solchen Umständen eigentlich selbstverständlich, sich auf die biblische Verheißung zu konzentrieren. Stattdessen erörtert Boethius sein Schicksal ausschließlich aus der Perspektive und in der Terminologie der antiken philosophischen Tradition. Dabei erweist er sich als Anhänger des Neuplatonismus, der in der spätantiken Philosophie dominierenden Richtung. Seine Metaphysik ist mehr neuplatonisch als christlich, was beispielsweise daraus zu ersehen ist, dass er von der Existenz einer Weltseele ausgeht. Als Platoniker ist er der Überzeugung, dass die Einzelseelen nicht zusammen mit ihren Leibern geschaffen wurden; sie sind nicht zu einem bestimmten Zeitpunkt entstanden, sondern existieren ewig und steigen in ihre Körper hinab, was für sie eine Gefangenschaft bedeutet. Boethius scheint sogar eine zeitliche Ewigkeit der materiellen Welt anzunehmen, die er der überzeitlichen Ewigkeit Gottes gegenüberstellt; jedenfalls lässt er die belehrende Philosophie auf entsprechende Äußerungen von Platon und Aristoteles hinweisen, denen sie implizit zustimmt. Seine Vorstellung eines Kosmos ohne Anfang und Ende in der Zeit ist mit dem damaligen Verständnis der biblischen Schöpfungsgeschichte und Eschatologie kaum vereinbar. Es steht aber außer Zweifel, dass Boethius Christ war, da zumindest ein Teil seiner theologischen Werke sicher echt ist und da ein Nichtchrist damals keine Staatsämter übernehmen konnte. Im Unterschied zu den paganen Neuplatonikern trennt er nicht das Eine als oberste Gottheit vom Guten und Seienden, sondern setzt wie die christlichen Theologen und die Mittelplatoniker das Gute mit der höchsten Wirklichkeit gleich.
Die mutmaßlichen Gründe für diese erklärungsbedürftige Einstellung des Philosophen angesichts seiner Inhaftierung und drohenden Hinrichtung werden in der Forschung seit langem intensiv diskutiert. Dabei stehen zwei Deutungsmöglichkeiten zur Auswahl. Die eine besagt, dass er eine religiöse Entwicklung durchgemacht hat, wobei er sich schließlich – vielleicht erst in der Gefangenschaft – dem Glauben und der Kirche innerlich entfremdete. Daher habe er in seiner letzten Lebensphase auf den Neuplatonismus zurückgegriffen, die einzige im frühen 6. Jahrhundert noch lebendige religiös-philosophische Tradition, die eine Alternative zum Christentum bot. Die andere Interpretation geht davon aus, dass er zwar weiterhin überzeugter Christ war, aber in diesem Werk aus einem didaktischen Grund bewusst auf alle christlichen Bezüge verzichtete. Er habe zeigen wollen, dass man mittels rein philosophischer Erwägungen, ohne eine Glaubenslehre vorauszusetzen oder zu berücksichtigen, im Elend und angesichts des Todes zu einer Haltung gelangen kann, die mit der christlichen in den Grundzügen übereinstimmt.

### Theologie
Die fünf theologischen Traktate sind unter der Bezeichnung Opuscula sacra („Theologische Kleinschriften“) bekannt. Sie behandeln Themen, die damals kirchenpolitisch aktuell waren (Streit um die Frage, wie viele Personen und Naturen in Christus vorhanden sind, sowie die Auseinandersetzung mit dem Arianismus). Ihre Echtheit wurde früher zu Unrecht bestritten; seit 1877 ist sie für vier Traktate nachgewiesen, nur hinsichtlich De fide catholica wird sie noch gelegentlich bezweifelt.
- De fide catholica („Über den katholischen Glauben“) ist wohl der älteste der theologischen Traktate; er dürfte vor 512 entstanden sein. Der gängige Titel ist nicht authentisch, sondern neuzeitlich. Der Autor grenzt seinen Glauben von verschiedenen Häresien wie Arianismus, Nestorianismus und Monophysitismus sowie vom Manichäismus ab. Das Werk war wohl als Einführung in die kirchliche Dogmatik für Laien konzipiert.
- Contra Eutychen et Nestorium („Gegen Eutyches und Nestorius“), anscheinend der zweite Traktat, ist wohl zwischen 513 und 519 entstanden. Hier wendet sich Boethius gegen zwei berühmte Theologen: Nestorius, nach dem der Nestorianismus benannt ist, und den Monophysiten Eutyches. Er stellt die katholische Christologie als Mittelweg zwischen den beiden Extremen des Nestorianismus und des Monophysitismus dar. Bekannt ist seine hier vorgelegte Definition des Begriffs Person, wonach eine Person eine individuelle Substanz von vernunftbegabter Natur ist (naturae rationabilis individua substantia).
- Quomodo substantiae in eo quod sint bonae sint, cum non sint substantialia bona („Wie die Substanzen in dem, was sie sind, gut sind, obwohl sie keine substantialen Güter sind“), gewöhnlich mit dem nicht authentischen Kurztitel De hebdomadibus zitiert, ist wohl gegen 519 entstanden. Die darin dargelegte Theologie ist stark von neuplatonischem Gedankengut geprägt; untersucht wird die Frage der Teilhabe der guten Dinge am Guten (Gott).
- Utrum Pater et Filius et Spiritus Sanctus de divinitate substantialiter praedicentur („Ob ‚Vater’, ‚Sohn’ und ‚Heiliger Geist’ von der Gottheit substantial ausgesagt werden“) stammt aus der Zeit um 519. Die Argumentation basiert auf der des Kirchenvaters Augustinus. Die im Titel des Werks gestellte Frage wird verneint; ‚Vater’, ‚Sohn’ und ‚Heiliger Geist’ seien relative Aussagen ohne Auswirkung auf die Substanz.
- Quomodo Trinitas unus deus ac non tres dii („Wie die Trinität ein Gott und nicht drei Götter ist“), gewöhnlich mit dem Kurztitel De Trinitate zitiert, ist als letztes theologisches Werk des Boethius zwischen 519 und 523 entstanden. Es ist für Symmachus, den Schwiegervater des Autors, bestimmt. Boethius stützt sich in erster Linie auf Ausführungen des Augustinus.

### Unechte Werke
Im Mittelalter kursierten eine Reihe von unechten Werken, die Boethius angeblich verfasst hatte oder als deren Übersetzer aus dem Griechischen er ausgegeben wurde. Darunter sind:
- Zwei mittelalterliche Versionen einer Abhandlung über Geometrie (Pseudo-Boethius, Geometrie I und Geometrie II). Sie enthalten Auszüge aus Euklids Elementen, die wohl aus einem verlorenen Werk des Boethius – seinem Geometrie-Lehrbuch oder seiner Euklid-Übersetzung – stammen.
- De disciplina scolarium, eine stark verbreitete, im 13. Jahrhundert entstandene Schrift, deren Verfasser sich als Boethius ausgibt. Behandelt werden der Unterrichtsbetrieb, die Pflichten der Schüler oder Studenten und der Umgang der Lehrer mit ihnen. Im Spätmittelalter wurde nicht an der Authentizität gezweifelt. Erst im 15. Jahrhundert erkannte der Humanist Alexander Hegius die Unechtheit. 
  - De disciplina scholarium cum notabili commento Thomas de Aquino [Komm.] Heinrich Quentell, Köln 16. April 1489 Digitalisat.

## Rezeption

### Spätantike und Mittelalter

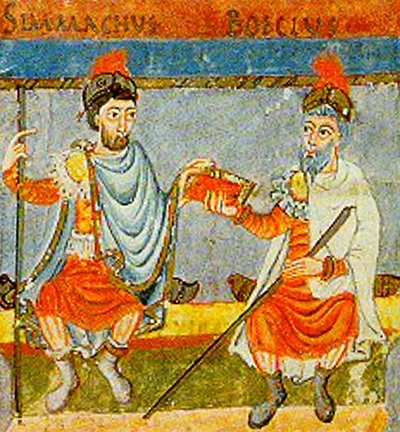
Boethius mit seinem Schwiegervater Symmachus in der Handschrift Bamberg, Staatsbibliothek, Msc. Class. 5 (9. Jahrhundert)

Zeitgenossen wie Ennodius und Cassiodor drückten ihre hohe Wertschätzung für die Bildung des Boethius aus, Cassiodor pries seine Leistungen als Vermittler griechischer Wissenschaft an die lateinischsprachige Welt. Diese Vermittlerrolle trat im Mittelalter noch markanter hervor, da Griechischkenntnisse und griechische Originaltexte im Westen seit dem Ende der Antike fast nirgends mehr vorhanden waren. Es war das Verdienst des Boethius, einen Teil der antiken griechischen Philosophie dem lateinischen Mittelalter erhalten zu haben.

#### Einschätzung der Hinrichtung
Alle antiken Autoren, die sich zur Hinrichtung des Boethius äußerten, auch der bedeutende oströmische Historiker Prokopios, waren von seiner Unschuld überzeugt. Prokopios überliefert eine Legende, der zufolge Theoderich seinen Entschluss so heftig bereute, dass diese Gemütsbewegung seinen plötzlichen Tod herbeiführte. Da Theoderich Arianer, also aus katholischer Sicht irrgläubig war, wurde Boethius im Mittelalter in manchen Kreisen als Märtyrer betrachtet; man unterstellte, er sei von dem häretischen Ostgotenkönig wegen seines Glaubens verfolgt und hingerichtet worden. Dies behauptete schon im 9. Jahrhundert der Chronist Ado von Vienne. Im Raum Pavia entstand ein Boethius-Kult. Über die Todesumstände wurden unterschiedliche Legenden, darunter auch Wundergeschichten, in Umlauf gesetzt. Es gab sogar Darstellungen, in denen Boethius als Freiheitskämpfer beschrieben wurde, der seine Heimat mit oströmischer Hilfe von der gotischen Tyrannei befreien wollte. Im 12. Jahrhundert reihte der äußerst einflussreiche Theologe Petrus Lombardus Boethius unter die Heiligen ein.

#### Consolatio philosophiae

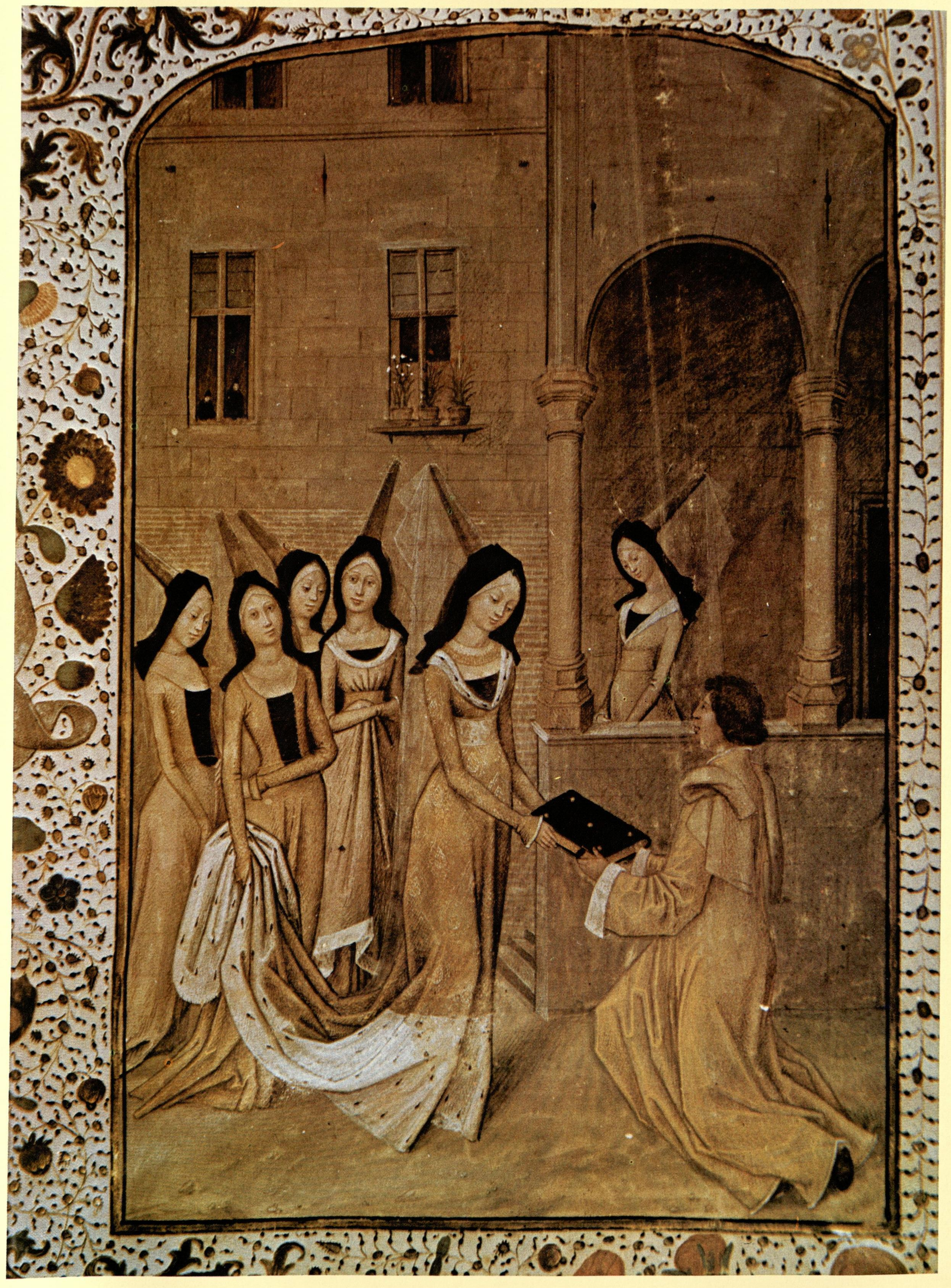
Jean de Meung überreicht seine französische Übersetzung der Consolatio philosophiae der Königin von England, Margarete von Anjou. Buchmalerei in der Handschrift Jena, Bibliothek der Friedrich-Schiller-Universität, Ms. fol. 85, fol. 13v (spätes 15. Jahrhundert)

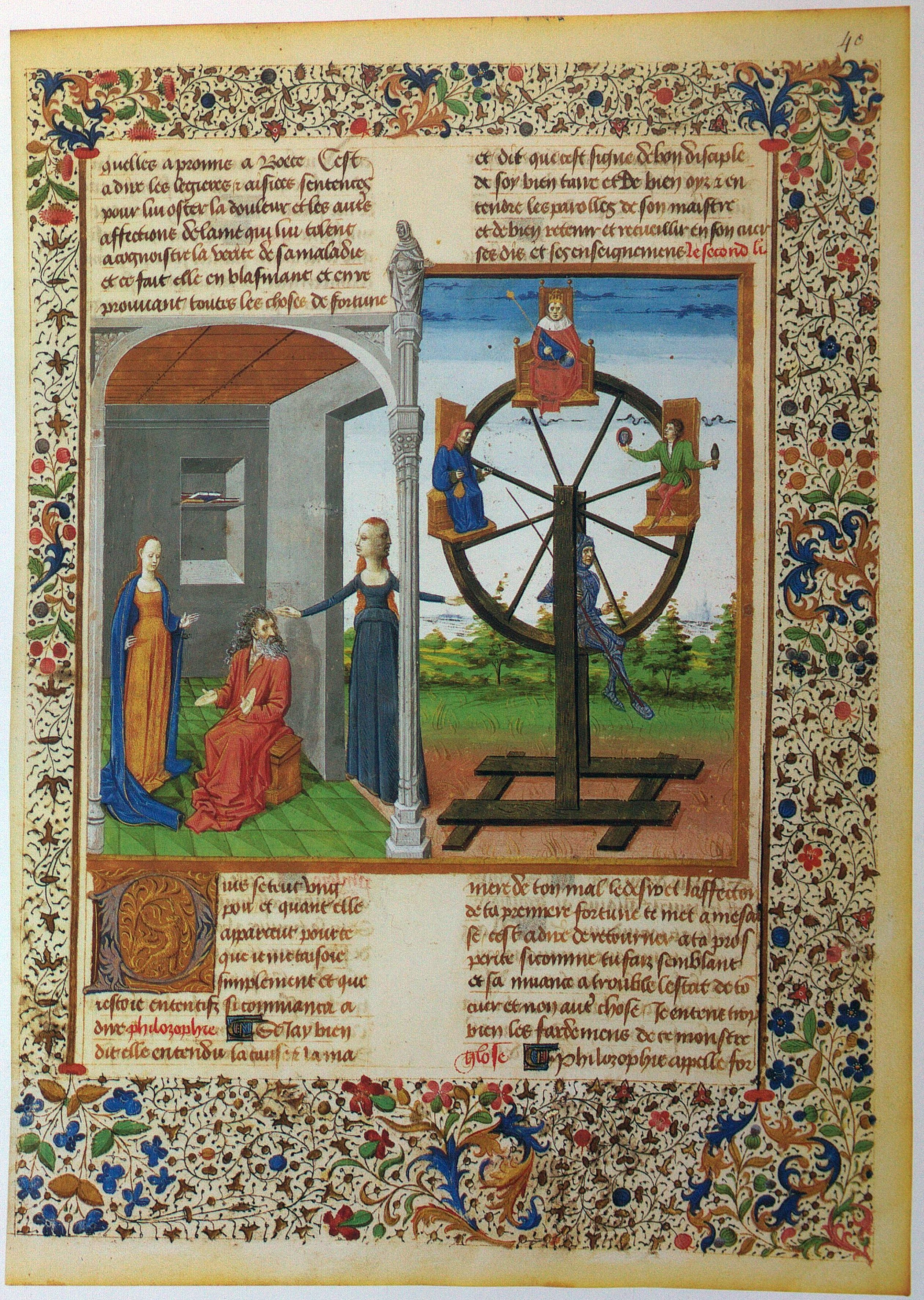
Eine Seite einer mittelalterlichen französischen Übersetzung der Consolatio philosophiae in der Handschrift Paris, Bibliothèque nationale de France, Fr. 809, fol. 40r (15. Jahrhundert). Die Buchmalerei zeigt links Boethius mit der personifizierten Philosophie, rechts das Rad der Fortuna.

Die Consolatio philosophiae war im Mittelalter außerordentlich stark verbreitet. Sie zählte zur Schullektüre und war einer der meistkommentierten Texte des Mittelalters. Vor dem 9. Jahrhundert lässt sich ihr Einfluss nur vereinzelt nachweisen, doch im Lauf des 9. Jahrhunderts nahm das Interesse an ihr stark zu; Schriftsteller und Dichter zeigten sich nun mit dem Werk vertraut, der bedeutende Gelehrte Lupus von Ferrières schrieb eine Abhandlung über die Versmaße der Consolatio.
Auch zahlreiche Übersetzungen der Consolatio zeugen von dem großen Interesse an ihr. Es handelt sich um folgende Sprachen und Übersetzer:
- Deutsch: althochdeutsche Übersetzung des Mönchs Notker III. von St. Gallen aus dem späten 10. oder frühen 11. Jahrhundert; fünf deutsche Übersetzungen aus dem Zeitraum 1400–1480, darunter von Peter von Kastl und Niklas von Wyle.[66]
- Englisch: Es sind zwei Fassungen der altenglischen Übersetzung überliefert, die ältere in Prosa und die jüngere als Prosimetrum. In den Vorreden beider Fassungen wird als Übersetzer König Alfred der Große genannt, doch wird diese Zuschreibung in der neueren Forschung bezweifelt.[67] Jedenfalls entstanden beide Fassungen im späten 9. Jahrhundert oder in der ersten Hälfte des 10. Jahrhunderts. Aus dem Spätmittelalter stammen die mittelenglischen Übersetzungen von Geoffrey Chaucer (14. Jahrhundert) und John Walton (in Versen, 1410).
- Französisch (altfranzösisch und mittelfranzösisch): zwölf teils anonym überlieferte Übersetzungen, darunter die besonders bekannte von Jean de Meung (Li livres de confort de philosophie, spätes 13. Jahrhundert).[68]
- Hebräisch: Im 15. Jahrhundert entstanden zwei hebräische Übersetzungen. Eine von ihnen fertigte Samuel Benveniste 1412 an, die andere Bonafoux Bonfil Astruc 1423 in Italien.
- Italienisch: 14 teils anonym überlieferte Übersetzungen, darunter die von Alberto della Piagentina (Della filosofica consolazione, 1322/1332), Grazia di Meo (Il libro di Boeçio de chonsolazione, 1343) und Giovanni da Foligno (Consolazione di Boezio, 14. Jahrhundert).[69]
- Katalanisch: zwei spätmittelalterliche Übersetzungen, die eine von Pere Saplana (1358/1362),[70] die andere von Pere Borró (14. Jahrhundert, nicht erhalten).
- Griechisch: Der als Übersetzer lateinischer Literatur hervorgetretene byzantinische Gelehrte Maximos Planudes übertrug in den neunziger Jahren des 13. Jahrhunderts die Consolatio ins Mittelgriechische. Die relativ hohe Zahl der Handschriften – 35 sind erhalten geblieben, sechs weitere sind vernichtet oder verschwunden – zeugt von der Wertschätzung in der griechischsprachigen Welt des Spätmittelalters und der Frühen Neuzeit.[71]
- Niederländisch: zwei spätmittelalterliche mittelniederländische Übersetzungen; die eine wurde 1466 von Jacob Vilt angefertigt, die andere stammt von einem anonymen Übersetzer der zweiten Hälfte des 15. Jahrhunderts und wurde zusammen mit einem umfangreichen Kommentar 1485 in Gent gedruckt. Diese berühmte Inkunabel ist als „Genter Boethius-Druck“ bekannt.
- Spanisch: mehrere anonym überlieferte spätmittelalterliche Übersetzungen.

Schon in der Karolingerzeit setzte die reichhaltige mittelalterliche Auslegungsliteratur ein. Consolatio-Handschriften wurden ab dem 9. Jahrhundert mit meist anonym überlieferten Glossen (Erläuterungen zu einzelnen Textstellen) ausgestattet, von denen manche dem Gelehrten Remigius von Auxerre zugeschrieben werden. Zu den Verfassern von Kommentaren gehörten Wilhelm von Conches (12. Jahrhundert), Nikolaus Triveth (oder Trevet, um 1300), Renier von Saint-Trond (spätes 14. Jahrhundert) und Dionysius der Kartäuser (15. Jahrhundert). Das Gedicht O qui perpetua, das in der Consolatio eine zentrale Stellung einnimmt, war oft das Thema separater Kommentare (Bovo von Corvey, Anonymus Einsidlensis, Adalbold von Utrecht u. a.; die Kommentare sind meist anonym überliefert). Die Kommentatoren pflegten die Philosophie des Boethius christlich zu interpretieren, doch wurde auch vereinzelt auf die Unvereinbarkeit eines Teils seiner Gedanken mit der damaligen Theologie hingewiesen (Bovo von Corvey). Petrus von Ailly schrieb im späten 14. Jahrhundert eine Abhandlung in Quaestionenform über die Consolatio.
Zahlreiche Autoren ließen sich in formaler oder inhaltlicher Hinsicht von der Consolatio inspirieren. Besonders stark von ihr beeinflusst sind Sedulius Scottus (Liber de rectoribus Christianis, 9. Jahrhundert), Liutprand von Cremona (Antapodosis, 2. Hälfte des 10. Jahrhunderts), Adelard von Bath (De eodem et diverso, frühes 12. Jahrhundert), Hildebert von Lavardin (Liber de querimonia et conflictu carnis et anime, frühes 12. Jahrhundert), Laurentius von Durham (Consolatio de morte amici, wohl 1141/1143), Alanus ab Insulis (De planctu Naturae, zweite Hälfte des 12. Jahrhunderts), Petrus von Compostela (De consolatione Rationis, 14. Jahrhundert) und Johannes Gerson (De consolatione theologiae, frühes 15. Jahrhundert).
Dante schätzte Boethius als Verfasser der Consolatio außerordentlich. Im Convivio schildert er, wie er sich nach dem Verlust Beatrices der Lektüre der Consolatio zuwandte, um Trost zu finden. In seiner Divina commedia versetzt er Boethius in den vierten Himmel unter die Vertreter der Weisheit.
Die Gedichte der Consolatio wurden vertont, wie Musiknoten in einer Handschrift des 9. Jahrhunderts (Psalter Ludwigs des Deutschen) zeigen. Szenen aus der Consolatio waren häufige Sujets der mittelalterlichen Buchmalerei. Im Spätmittelalter wurden zahlreiche Prachthandschriften mit kostbaren Miniaturen hergestellt.

#### Logik

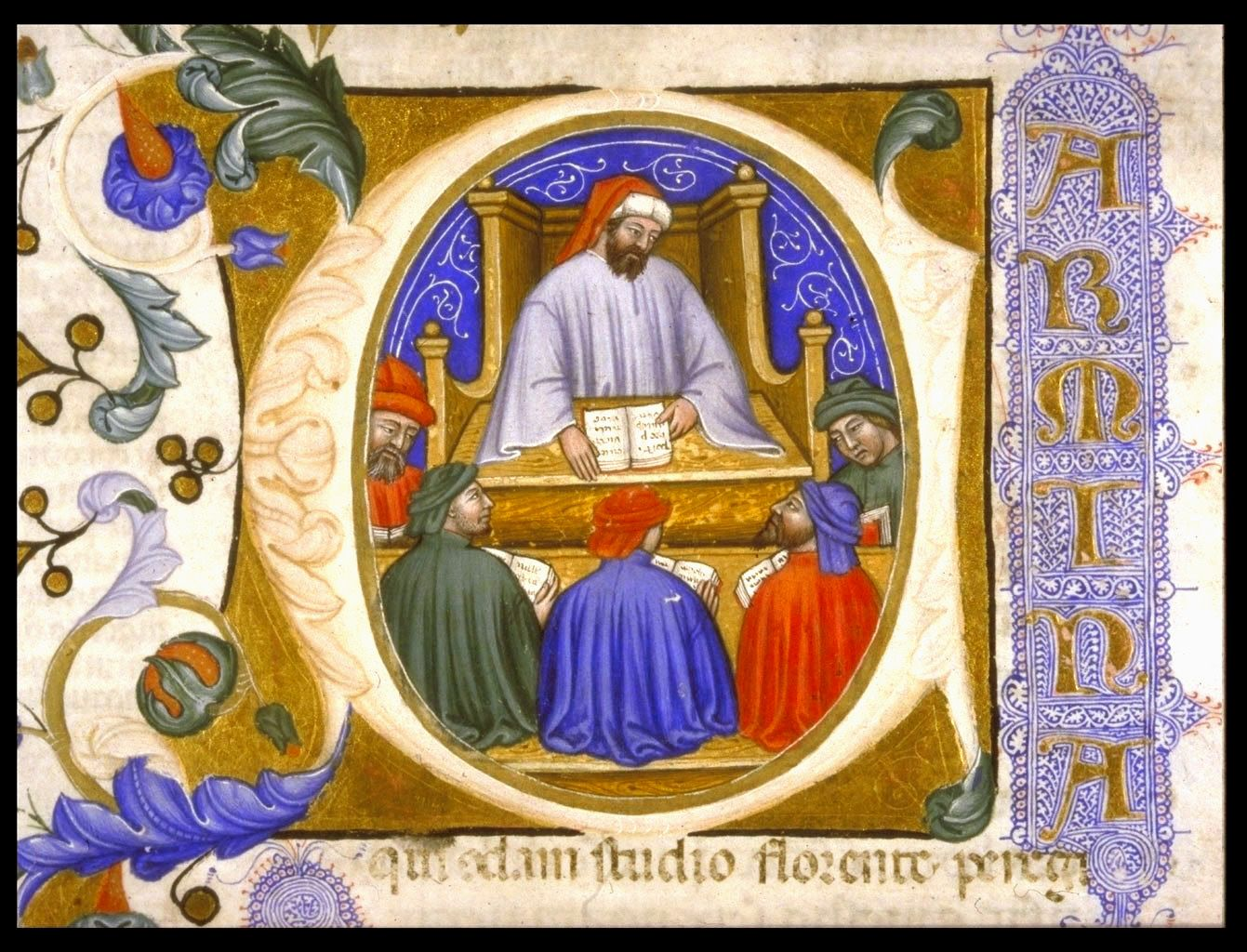
Boethius erteilt Unterricht. Initiale der Handschrift Glasgow, University Library, Hunter 374 aus dem Jahr 1385

Von Boethius bezogen die mittelalterlichen Logiker ihr methodisches und terminologisches Rüstzeug; für die lateinischsprachige Welt war die aristotelische Terminologie durch seine Übersetzungen dauerhaft fixiert. Zu den von ihm eingeführten Begriffen zählen beispielsweise „Akt“ und „Potenz“ (lateinisch actus und potentia), „Akzidens“ (lateinisch accidens) und „kontingent“ (lateinisch contingens).
Vor der Karolingerzeit ist keine Kenntnis der logischen Werke des Boethius nachweisbar. Der erste mittelalterliche Autor, dem nachweislich ein Teil der Übersetzungen aus dem Griechischen zur Verfügung stand, war Alkuin; er verwendete die Übersetzungen der Isagoge und von De interpretatione. Im späten 10. Jahrhundert studierte der Gelehrte Gerbert von Aurillac, der sich als Papst Silvester II. nannte, Übersetzungen, Kommentare und Abhandlungen des Boethius auf dem Gebiet der Logik, und Abbo von Fleury schrieb eine Abhandlung über Syllogismen, in der er von Boethius’ Darstellung ausging. Nach der Jahrtausendwende nahm die Verbreitung des damals schon bekannten Teils der logischen Werke des Boethius zu. Bis ins 12. Jahrhundert war die Logik des Aristoteles, die im Organon, der Gruppe seiner logischen Schriften, dargelegt ist, der lateinischsprachigen Welt nur teilweise und nur durch Boethius bekannt. Vorhanden waren Boethius’ Übersetzungen der Kategorien sowie von De interpretatione und der Isagoge des Porphyrios sowie seine Kommentare zu diesen drei Werken. Sie bildeten ein Corpus, das später, nachdem im 12. Jahrhundert weitere Texte bekannt geworden waren, den Namen Logica vetus („Alte Logik“) erhielt.
Notker III. von St. Gallen übertrug im späten 10. oder frühen 11. Jahrhundert Boethius’ Übersetzungen der Kategorien und der Schrift De interpretatione ins Althochdeutsche.
Im 12. Jahrhundert wurden Boethius’ Übersetzungen der Topik, der Sophistici elenchi und der Analytica priora bekannt. Man nannte diese neu entdeckten Werke des Aristoteles, zu denen noch die Analytica posteriora hinzukamen, Logica nova („Neue Logik“).
Der berühmte Philosoph und Theologe Petrus Abaelardus hielt Boethius für den bedeutendsten römischen Philosophen. Er schrieb einen Kommentar zu De topicis differentiis. Noch im 13. Jahrhundert wurde die Topik von dem maßgeblichen Lehrbuchautor Petrus Hispanus auf der Grundlage von De topicis differentiis erörtert. Auch im 14. Jahrhundert waren die logischen Schriften des Boethius noch aktuell; Wilhelm von Ockham zitierte sie oft und bei Albert von Sachsen ist ihr Einfluss deutlich erkennbar.
Im Byzantinischen Reich übertrug im 13. Jahrhundert der Gelehrte Manuel (Maximos) Holobolos die Abhandlung De topicis differentiis ins Griechische und stattete seine Übersetzung mit Scholien aus. Eine weitere griechische Übersetzung fertigte im 14. Jahrhundert Prochoros Kydones an. Ob eine byzantinische Abhandlung über dieses Werk von dem Gelehrten Georgios Pachymeres (13. Jahrhundert) stammt, dem sie zugeschrieben wird, ist zweifelhaft. Eine byzantinische Übersetzung von De hypotheticis syllogismis ist in zwei Handschriften überliefert; sie ist wohl Manuel (Maximos) Holobolos zuzuschreiben.

#### Quadrivium
De institutione musica war eines der wichtigsten Lehrbücher der Musiktheorie. Die Rezeption setzte im 9. Jahrhundert ein. Das Werk des Boethius trug maßgeblich dazu bei, dass die griechische Musiktheorie – insbesondere pythagoreisches Gedankengut – die mittelalterliche Musikauffassung prägte. Die Handschriften des Lehrbuchs wurden schon im 9. Jahrhundert glossiert (mit Erläuterungen in Form von Glossen ausgestattet). Dieser rezeptionsgeschichtlich wichtige anonyme Glossenkommentar ist als Glossa maior bekannt. Er wurde im Lauf der Jahrhunderte oft überarbeitet. Daneben gab es noch andere, eigenständige Glossierungen. Im 14. Jahrhundert entstand der umfangreiche „Oxforder Kommentar“ zu De institutione musica, der offenbar im Lehrbetrieb der Universität Oxford verwendet wurde. Der praxisorientierte Autor Guido von Arezzo (11. Jahrhundert) wies allerdings darauf hin, dass das Buch des Boethius wegen seines spekulativen Charakters „nicht für Sänger, sondern nur für Philosophen nützlich ist“.
De institutione arithmetica war im Mittelalter ein grundlegendes Lehrbuch der Arithmetik, von dessen verbreiteter Verwendung die 188 ganz oder teilweise erhaltenen Handschriften sowie zahlreiche Kommentare und einführende Schriften zeugen.

#### Theologie
Das Verfahren des Boethius, christliche Dogmen mit den Methoden des Aristoteles philosophisch zu deuten, diente der scholastischen Theologie des Mittelalters als Modell. Seine Definition des Begriffs „Person“ wurde im Mittelalter oft zitiert.
Die Schrift über die Dreifaltigkeit wurde schon von Theologen des 9. Jahrhunderts wie Hinkmar von Reims und Paschasius Radbertus herangezogen; Paschasius verwendete auch die Abhandlung über die Substanzen, Ratramnus von Corbie setzte sich eingehend mit der Schrift gegen Nestorius und Eutyches auseinander, Gottschalk von Orbais zitierte ausführlich die Abhandlungen gegen Nestorius und Eutyches und Utrum Pater. Aus der Karolingerzeit stammen Glossen zu den Opuscula sacra, die wohl Remigius von Auxerre verfasst bzw. zusammengestellt hat. Im 12. Jahrhundert kommentierte Gilbert von Poitiers vier Opuscula sacra. Besonders in der Schule des Philosophen Thierry von Chartres war das Interesse an Boethius’ theologischen Werken groß. Thierrys Schüler Clarembald von Arras schrieb Kommentare zu den Schriften über die Dreifaltigkeit und über die Substanzen. Diese beiden Schriften kommentierte später auch Thomas von Aquin, der Boethius als bedeutende Autorität betrachtete.

### Frührenaissance und Frühe Neuzeit
Humanisten der Frührenaissance (Francesco Petrarca, Giovanni Boccaccio, Coluccio Salutati) fanden die negative Beurteilung der Dichtermusen im ersten Buch der Consolatio problematisch; sie argumentierten, diese aus humanistischer Sicht anstößig wirkende Kritik beziehe sich nicht auf die gesamte Dichtkunst. Lorenzo Valla fällte ein zwiespältiges Urteil über Boethius. Er hielt ihn für den letzten Gelehrten der Antike und bewunderte seine Bildung und seinen Fleiß. Andererseits bemängelte er mancherlei in den Werken des spätantiken Philosophen. Vor allem kritisierte er ihn wegen der unklassischen Sprache seiner logischen Schriften; er habe sich so dem Griechischen angepasst, dass ihm das Gefühl für seine eigene Muttersprache abhandengekommen sei, und seine sprachlichen Unzulänglichkeiten hätten auch inhaltliche Konsequenzen. Unter den Humanisten waren aber auch begeisterte Verehrer des Boethius wie Julius Caesar Scaliger und Angelo Poliziano, der fragte: Wer ist scharfsinniger in der Dialektik als Boethius oder detailgenauer in der Mathematik oder reicher in der Philosophie oder erhabener in der Theologie?
Die Consolatio gehörte in Italien im 15. Jahrhundert weiterhin zum Kernbestand der Schullektüre. Schon 1471 erschien der Erstdruck; 1473 brachte Anton Koberger in Nürnberg die erste Ausgabe mit deutscher Übersetzung heraus, der Dutzende von weiteren Inkunabeln folgten. 1498 veröffentlichte der Humanist Jodocus Badius einen für den Schulbetrieb bestimmten Kommentar zur Consolatio, in dem er nicht wie bisher üblich die Philosophie, sondern philologische Aspekte in den Vordergrund stellte.
Die Erstausgabe von De topicis differentiis sowie des Kommentars zu Ciceros Topica erschien 1484 in Rom, De institutione arithmetica wurde erstmals 1488 in Augsburg gedruckt. 1491–92 wurde in Venedig die erste Gesamtausgabe veröffentlicht; sie enthielt auch unechte Werke.
Königin Elisabeth I. von England übersetzte die Consolatio philosophiae 1593 ins Englische.
Im 18. Jahrhundert prägte Edward Gibbon das später populäre Schlagwort von Boethius als „letztem Römer“, womit er meinte: der letzte, den Cicero und Cato als Landsmann betrachtet hätten.

### Moderne

#### Einschätzung der kulturellen und wissenschaftlichen Leistungen
Im 19. Jahrhundert fällte der einflussreiche Philosophiehistoriker Carl von Prantl ein vernichtendes Urteil über Boethius’ Leistung auf dem Gebiet der Logik; er sei zusammen mit Martianus Capella und Cassiodor „die hauptsächliche Brücke zu dem Unverstande der mittelalterlichen Logik“, seine Darstellung zeige „die widerlichste Breite und Geschwätzigkeit“, denn sie sei „ausdrücklich darauf berechnet (…), selbst den dümmsten Köpfen eine gewisse Anzahl von Regeln einzubläuen“.
Die Frage, inwieweit Boethius ein eigenständiger Philosoph und nicht nur ein übersetzender und Handbuchwissen zusammenstellender Vermittler älteren Gedankenguts ist, wird in der Forschung kontrovers diskutiert. Für seine Originalität plädiert insbesondere John Marenbon. Hinsichtlich der Logik bestreiten Jonathan Barnes und James Shiel eine philosophische Eigenleistung.
Im 19. und 20. Jahrhundert wurde Gibbons Schlagwort vom „letzten Römer“ Boethius aufgegriffen. Zur Begründung hieß es, er habe als letzter die seit Ciceros Zeit als typisch römisch betrachteten politischen Tugenden in sich vereint und mit seinem Werk das Vermächtnis der Antike dem Mittelalter übergeben. In diesem Sinne setzte Franz Brunhölzl zwischen Boethius als traditionsbewusstem letztem antikem Römer und Cassiodor als erstem mittelalterlichem Schriftsteller die Epochengrenze zwischen Spätantike und Frühmittelalter.
Mitunter wird Boethius als „erster Scholastiker“ bezeichnet, da seine logischen Schriften für die mittelalterliche Logik und ihre Terminologie wegweisend waren und weil er die Logik auf theologische Fragen anwendet. Diese Bezeichnung ist allerdings problematisch und irreführend, denn die Scholastik ist erst im Hochmittelalter entstanden.

#### Einschätzung des Gerichtsverfahrens
Die seit dem Mittelalter verbreitete Sichtweise kirchlicher Kreise, wonach Boethius als Katholik von einem arianischen Herrscher verfolgt wurde und somit als Märtyrer für seinen Glauben litt, hat auch in der Moderne nachgewirkt. Seine traditionelle lokale Verehrung als Seliger in der Diözese Pavia wurde von Papst Leo XIII. 1883 bestätigt. Der Papst legte den 23. Oktober, den angeblichen Todestag, als seinen Gedenktag fest. Erst 1931 zeigte Giovanni B. Picotti in einer Untersuchung des Prozesses, dass es sich um ein rein politisch motiviertes Verfahren und sicher nicht um religiöse Verfolgung handelte.
In der Forschung werden unterschiedliche Hypothesen zur Einschätzung des Gerichtsverfahrens und der Rolle und Motivation Theoderichs diskutiert. Die Aussagen der Quellen sind eindeutig: Boethius beteuert seine völlige Unschuld, und die antiken Autoren, die sich dazu äußern, teilen einhellig diese Auffassung. Auch in der modernen Forschung besteht weitgehend Konsens darüber, dass es eine Verschwörung zur Beseitigung der Ostgotenherrschaft in Italien nicht gegeben hat. Die Verratsbeschuldigung, die zur Hinrichtung führte, wird von den weitaus meisten Historikern als unbegründet betrachtet. Nur vereinzelt ist vermutet worden, dass Boethius auf den Sturz Theoderichs hingearbeitet hat. Tatsache ist aber auch, dass sich Boethius durch seine demonstrative, pauschale öffentliche Solidarisierung mit Albinus vorbehaltlos mit dessen suspektem Verhalten identifizierte, womit er sich den Verdacht mangelnder Loyalität zuzog. In der Forschungsliteratur wird betont, dass er sich in der Krise ungeschickt verhielt. Indem er vor dem König schroff und provozierend auftrat, ließ er es auf eine aussichtslose Machtprobe ankommen. Daraus ist seine Verkennung der Lage ersichtlich. Daher und auch aufgrund anderer Indizien wird er von manchen Historikern als politisch unbegabter Gelehrter eingeschätzt. Kritische Beurteilungen seiner Rolle werden vor allem von Historikern vorgetragen, während bei Forschern, welche die Vorgänge aus philologischer oder philosophiegeschichtlicher Perspektive betrachten, eher die Neigung verbreitet ist, Boethius’ Selbsteinschätzung Glauben zu schenken.
Hinsichtlich der juristischen Aspekte fällt auf, dass dem Angeklagten ein Verfahren vor dem eigentlich zuständigen Königsgericht verweigert wurde und dass die Gerichtsverhandlung in seiner Abwesenheit geführt wurde. Somit erhielt er keine Gelegenheit, sich zu den Ermittlungsergebnissen zu äußern und sich zu verteidigen; eine Gegenüberstellung von Zeugen und Angeklagtem fand nicht statt. Diese Vorgehensweise lässt das Verfahren als politisch motivierte Willkürjustiz erscheinen.
Dass Theoderich der Überzeugung war, er müsse sich gegen eine reale Bedrohung seiner Herrschaft zur Wehr setzen und verräterisch gesinnte Kräfte durch Härte abschrecken, billigen ihm moderne Beurteiler zu. Die Vollstreckung des Todesurteils wird aber als schwerer politischer Fehler eingeschätzt. Einschränkend weist Andreas Goltz allerdings darauf hin, dass die Nachwelt unter dem Eindruck der seit dem Mittelalter intensiven Boethius-Rezeption die Wirkung der Hinrichtung auf die Zeitgenossen überschätze und dabei zu wenig beachte, dass Boethius in den italischen Eliten sehr umstritten war.

#### Ehrungen
Der 1971 entdeckte Asteroid (6617) Boethius, der Mondkrater Boethius und der Merkurkrater Boethius sind nach dem Gelehrten benannt.

## Textausgaben und Übersetzungen

### Sammlungen
- Claudio Moreschini (Hrsg.): Boethius: De consolatione philosophiae, opuscula theologica. 2. Auflage, Saur, München 2005, ISBN 3-598-71278-2 (kritische Ausgabe der Consolatio philosophiae und der fünf theologischen Abhandlungen).
- Gottfried Friedlein (Hrsg.): Anicii Manlii Torquati Severini Boetii de institutione arithmetica libri duo, de institutione musica libri quinque. Minerva, Frankfurt am Main 1966 (Nachdruck der Ausgabe Leipzig 1867; für De institutione musica noch zu verwenden, für De institutione arithmetica überholt).
- Hans-Ulrich Wöhler: Texte zum Universalienstreit. Band 1: Vom Ausgang der Antike bis zur Frühscholastik. Akademie Verlag, Berlin 1992, ISBN 3-05-001792-9 (enthält Teilübersetzungen von sechs logischen und theologischen Werken des Boethius).

### Consolatio philosophiae
- Ludwig Bieler (Hrsg.): Anicii Manlii Severini Boethii Philosophiae Consolatio. 2. Auflage, Brepols, Turnhout 1984, ISBN 978-2-503-00941-4 (Corpus Christianorum. Series Latina. Band 94) (kritische Ausgabe).
- Ernst Gegenschatz, Olof Gigon (Hrsg.): Boethius: Trost der Philosophie. Consolatio philosophiae. 6. Auflage, Artemis & Winkler, Düsseldorf u. a. 2002, ISBN 3-7608-1662-2 (unkritische Ausgabe mit deutscher Übersetzung)
- Ernst Neitzke (Hrsg.): Boethius: Trost der Philosophie. Insel Verlag, Frankfurt am Main 1997, ISBN 3-458-32915-3 (unkritische Ausgabe mit deutscher Übersetzung).

Althochdeutsche Übersetzung
- Evelyn Scherabon Firchow (Hrsg.): Notker der Deutsche von St. Gallen: Lateinischer Text und althochdeutsche Übersetzung der Tröstung der Philosophie (De consolatione Philosophiae) von Anicius Manlius Severinus Boethius. 3 Bände, Olms, Hildesheim 2003, ISBN 3-487-11811-4.

Mittelalterliche englische Übersetzungen
- Malcolm Godden, Susan Irvine (Hrsg.): The Old English Boethius. An Edition of the Old English Versions of Boethius’s De Consolatione Philosophiae. 2 Bände, Oxford University Press, Oxford 2009, ISBN 978-0-19-925966-3.
- Tim William Machan (Hrsg.): Chaucer’s Boece. A Critical Edition Based on Cambridge University Library, MS Ii.3.21, ff. 9r–180v. Winter, Heidelberg 2008, ISBN 978-3-8253-5432-9.

Mittelalterliche französische Übersetzungen
- Isabelle Bétemps u. a. (Hrsg.): La Consolation de la Philosophie de Boèce dans une traduction attribuée à Jean de Meun d’après le manuscrit Leber 817 de la Bibliothèque Municipale de Rouen. Université de Rouen, Rouen 2004, ISBN 2-87775-380-8.
- Glynnis M. Cropp (Hrsg.): Le Livre de Boece de Consolacion. Droz, Genf 2006, ISBN 2-600-01028-9 (kritische Ausgabe).
- Rolf Schroth (Hrsg.): Eine altfranzösische Übersetzung der consolatio philosophiae des Boethius (Handschrift Troyes Nr. 898). Edition und Kommentar. Peter Lang, Frankfurt am Main 1976, ISBN 3-261-01845-3.

Mittelalterliche griechische Übersetzung
- Manolis Papathomopoulos (Hrsg.): Anicii Manlii Severini Boethii De consolatione philosophiae. Traduction grecque de Maxime Planude. The Academy of Athens, Athen 1999, ISBN 2-7116-8333-8 (kritische Ausgabe).

Mittelalterliche hebräische Übersetzung
- Sergio Joseph Sierra (Hrsg.): Boezio: De Consolatione Philosophiae. Traduzione ebraica di ʿAzaria ben R. Joseph Ibn Abba Mari detto Bonafoux Bonfil Astruc 5183–1423. Turin u. a. 1967.

Mittelalterliche italienische Übersetzung
- Helmuth-Wilhelm Heinz (Hrsg.): Grazia di Meo, Il libro di Boeçio de chonsolazione (1343). Peter Lang, Frankfurt am Main 1984, ISBN 3-8204-7325-4.

### Logik
Übersetzungen des Boethius
- Lorenzo Minio-Paluello (Hrsg.): Aristoteles Latinus. Band I 1–5: Categoriae vel praedicamenta. Desclée de Brouwer, Brügge u. a. 1961 (enthält die Kategorien-Übersetzung des Boethius).
- Lorenzo Minio-Paluello (Hrsg.): Aristoteles Latinus. Band I 6–7: Categoriarum supplementa: Porphyrii isagoge, translatio Boethii, et anonymi fragmentum vulgo vocatum „Liber sex principiorum“. Desclée de Brouwer, Brügge u. a. 1966 (enthält die Isagoge-Übersetzung des Boethius).
- Lorenzo Minio-Paluello (Hrsg.): Aristoteles Latinus. Band II 1–2: De interpretatione vel periermenias: translatio Boethii, specimina translationum recentiorum. Desclée de Brouwer, Brügge und Paris 1965 (enthält Boethius’ Übersetzung von De interpretatione).
- Lorenzo Minio-Paluello (Hrsg.): Aristoteles Latinus. Band III 1–4: Analytica priora: translatio Boethii (recensiones duae), translatio anonyma, Pseudo-Philoponi aliorumque scholia, specimina translationum recentiorum. Desclée de Brouwer, Brügge u. a. 1962 (enthält S. 1–191 die beiden Fassungen von Boethius’ Übersetzung der Analytica priora; auch die S. 293–372 edierten Scholien stammen von Boethius).
- Lorenzo Minio-Paluello (Hrsg.): Aristoteles Latinus. Band V 1–3: Topica: translatio Boethii, fragmentum recensionis alterius, et translatio anonyma. Brill, Leiden 1969 (enthält Boethius’ Übersetzung der Topik).
- Bernard G. Dod (Hrsg.): Aristoteles Latinus. Band VI 1–3: De sophisticis elenchis: translatio Boethii, fragmenta translationis Iacobi, et recensio Guillelmi de Moerbeke. Brill, Leiden 1975 (enthält Boethius’ Übersetzung der Sophistici elenchi).

Kommentare
- Samuel Brandt (Hrsg.): Anicii Manlii Severini Boethii in isagogen Porphyrii commenta. Johnson Reprint Corporation, New York 1966 (Nachdruck der Ausgabe Wien 1906; kritische Edition beider Isagoge-Kommentare).
- Karl Meiser (Hrsg.): Anicii Manlii Severini Boethii commentarii in librum Aristotelis ΠΕΡΙ ΕΡΜΗΝΕΙΑΣ. Teile 1 und 2, Teubner, Leipzig 1877–1880 (Nachdruck Garland Publishing, New York 1987, ISBN 0-8240-6904-8; kritische Ausgabe beider Kommentare zu De interpretatione).
- Andrew Smith: Boethius: On Aristotle, On Interpretation 1–3. Bloomsbury, London 2014, ISBN 978-1-4725-5789-6 (englische Übersetzung)
- David Blank, Norman Kretzmann (Hrsg.): Ammonius: On Aristotle On Interpretation 9, with Boethius: On Aristotle On Interpretation 9, first and second commentaries. Duckworth, London 1998, ISBN 0-7156-2691-4 (enthält S. 129–191 eine englische Übersetzung von Auszügen der beiden Kommentare zu De interpretatione über den logischen Determinismus).
- Jacques Paul Migne (Hrsg.): Anicii Manlii Severini Boetii in categorias Aristotelis libri quatuor. In: Patrologia Latina. Band 64, Paris 1891, Sp. 159–294 (unkritische Ausgabe).
- Pierre Hadot (Hrsg.): Un fragment du commentaire perdu de Boèce sur les Catégories d’Aristote dans le Codex Bernensis 363. In: Archives d’Histoire Doctrinale et Littéraire du Moyen Age. Bd. 26 (= année 34), 1959, ISSN 0373-5478, S. 11–27 (kritische Ausgabe des Kommentarfragments S. 12–14).
- Johann Caspar von Orelli, Johann Georg Baiter (Hrsg.): Anicii Manlii Severini Boethii commentarii in Ciceronis topica. In: Johann Caspar von Orelli, Johann Georg Baiter (Hrsg.): M. Tullii Ciceronis opera quae supersunt omnia ac deperditorum fragmenta. Bd. 5, Teil 1: M. Tullii Ciceronis scholiastae. Orell Füssli, Zürich 1833, S. 269–395 (noch heute maßgebliche kritische Ausgabe des Kommentars zu Ciceros Topica).
- Jacques Paul Migne (Hrsg.): Anicii Manlii Severini Boetii in topica Ciceronis commentariorum libri sex. In: Patrologia Latina. Band 64, Paris 1891, Sp. 1039–1174 (unkritische Ausgabe).
- Alfredo Severiano Quevedo Perdomo (Hrsg.): A Critical Edition of Boethius’ Commentary on Cicero’s Topica, Book I. Dissertation Saint Louis 1963.
- Eleonore Stump: Boethius’s In Ciceronis Topica. Cornell University Press, Ithaca und London 1988, ISBN 0-8014-2017-2 (englische Übersetzung).

Lehrschriften
- John Magee (Hrsg.): Anicii Manlii Severini Boethii De divisione liber. Brill, Leiden 1998, ISBN 90-04-10873-4 (kritische Edition mit englischer Übersetzung und Kommentar).
- Dimitrios Z. Nikitas (Hrsg.): Boethius’ De topicis differentiis und die byzantinische Rezeption dieses Werkes. The Academy of Athens, Athen 1990, ISBN 2-7116-9701-0 (kritische Edition von Boethius’ De topicis differentiis und zweier byzantinischer Übersetzungen dieses Werks).
- Luca Obertello (Hrsg.): A. M. Severino Boezio: De hypotheticis syllogismis. Paideia, Brescia 1969 (kritische Ausgabe mit Einführung, Kommentar und italienischer Übersetzung)
- Eleonore Stump: Boethius’s De topicis differentiis. Cornell University Press, Ithaca u. a. 1978, ISBN 0-8014-1067-3 (englische Übersetzung).
- Christina Thomsen Thörnqvist (Hrsg.): Anicii Manlii Severini Boethii De syllogismo categorico. Acta Universitatis Gothoburgensis, Gothenburg 2008, ISBN 978-91-7346-611-0 (kritische Ausgabe mit englischer Übersetzung).
- Christina Thomsen Thörnqvist (Hrsg.): Anicii Manlii Severini Boethii Introductio ad syllogismos categoricos. Acta Universitatis Gothoburgensis, Gothenburg 2008, ISBN 978-91-7346-612-7 (kritische Ausgabe mit Kommentar).

Mittelalterliche Übersetzungen
- James C. King (Hrsg.): Notker der Deutsche: Boethius’ Bearbeitung der „Categoriae“ des Aristoteles. Niemeyer, Tübingen 1972, ISBN 3-484-20057-X.
- James C. King (Hrsg.): Notker der Deutsche: Boethius’ Bearbeitung von Aristoteles’ Schrift “De Interpretatione”. Niemeyer, Tübingen 1975, ISBN 3-484-20089-8.
- Dimitrios Z. Nikitas (Hrsg.): Eine byzantinische Übersetzung von Boethius’ „De hypotheticis syllogismis“. Vandenhoeck & Ruprecht, Göttingen 1982, ISBN 3-525-25165-3 (kritische Ausgabe).

### Musiktheorie
- Calvin M. Bower, Claude V. Palisca: Anicius Manlius Severinus Boethius: Fundamentals of Music. Yale University Press, New Haven 1989, ISBN 0-300-03943-3 (englische Übersetzung von De institutione musica).
- Christian Meyer (Hrsg.): Boèce: Traité de la musique. Brepols, Turnhout 2004, ISBN 2-503-51741-2 (unkritische Ausgabe von De institutione musica mit französischer Übersetzung).

### Mathematik
- Henri Oosthout, Jean Schilling (Hrsg.): Anicii Manlii Severini Boethii De arithmetica. Brepols, Turnhout 1999, ISBN 2-503-00943-3 (kritische Ausgabe).
- Jean-Yves Guillaumin (Hrsg.): Boèce: Institution Arithmétique. Les Belles Lettres, Paris 1995, ISBN 2-251-01390-3 (kritische Ausgabe mit französischer Übersetzung).
- Michael Masi: Boethian Number Theory. A translation of the De Institutione Arithmetica. Rodopi, Amsterdam 1983, ISBN 90-6203-785-2.
- Menso Folkerts (Hrsg.): „Boethius“ Geometrie II. Ein mathematisches Lehrbuch des Mittelalters. Franz Steiner Verlag, Wiesbaden 1970, S. 69–82, 173–217 (lateinische Auszüge aus Euklids Elementen, die vermutlich aus einem verlorenen Werk des Boethius stammen).
- Kai Brodersen: Boethius, Arithmetik. Zweisprachige Ausgabe lateinisch-deutsch. Edition Antike, Wissenschaftliche Buchgesellschaft wbg Darmstadt, 2022, ISBN 978-3-534-27426-0.

### Theologie
- Michael Elsässer (Hrsg.): Anicius Manlius Severinus Boethius: Die Theologischen Traktate. Meiner, Hamburg 1988, ISBN 3-7873-0724-9 (unkritische Ausgabe mit deutscher Übersetzung).